# バレーボール2015/16VチャレンジリーグI
バレーボール 2015/16 VチャレンジリーグⅠ（バレーボール 2015/16 ブイチャレンジリーグ ワン）は、2015年11月7日から2016年2月28日にかけて行われたV・チャレンジリーグIの大会である。日本バレーボールリーグ機構が2015年2月に、「これまでのVチャレンジリーグを2部構成にする」と発表したことに伴い、チャレンジリーグの上位リーグとして2015/16シーズンより開催された。男子は富士通カワサキレッドスピリッツが初優勝を遂げ、女子はJTマーヴェラスが二年連続優勝を果たした。

## 概要

### 日程
- 男子:2015年11月14日 - 2016年2月28日
- 女子:2015年11月7日 - 2016年2月21日

### 前回のチャレンジリーグからの変更点
- 出場チーム数が8チームとなった。
- チーム数の削減に伴い、2回戦総当たりから3回戦総当たり方式に変更された。
- 最下位チームはVチャレンジリーグIIの優勝チームとチャレンジリーグI / チャレンジリーグII順位決定戦（入替戦）を行う。ただし、IIの優勝チームが準加盟の場合は実施しない。
- 2015年FIVBルール改正に合わせて、ネットタッチの判定が厳しくなった。

### キャッチコピー
公募により、『Vの躍動 - つなげよう感動を！-』に決定した。

### イメージアーティスト
2015/16Vリーグイメージアーティストとして塩ノ谷早耶香が選任された。

## 男子

### 参加チーム
| 前回順位 | チーム名                       | 備考 |
| -------- | ------------------------------ | ---- |
| 1        | 大分三好ヴァイセアドラー       |      |
| 2        | 富士通カワサキレッドスピリッツ |      |
| 3        | 警視庁フォートファイターズ     |      |
| 4        | 大同特殊鋼レッドスター         |      |
| 5        | つくばユナイテッドSun GAIA     |      |
| 6        | トヨタ自動車サンホークス       |      |
| 7        | 東京ヴェルディ                 |      |
| 8        | 埼玉アザレア                   |      |

### 1Leg
赤字はホームチーム。

#### 11月14日
この日の試合はセントラル方式で開催された。
| #501 | 2015年11月14日 13:00 |                                            |                                       |                                                  |                                                                            |
| #501 | 2015年11月14日 13:00 | 大分三好ヴァイセアドラー （通算ポイント0） | 1 - 3 (25-23) (22-25) (16-25) (20-25) | 富士通カワサキレッドスピリッツ （通算ポイント3） | トヨタスポーツセンター第一体育館 観客数: 550人 主審: 浅見靖人 副審: 岡谷仁 |
| #501 | 2015年11月14日 13:00 |                                            |                                       |                                                  | トヨタスポーツセンター第一体育館 観客数: 550人 主審: 浅見靖人 副審: 岡谷仁 |

| #502 | 2015年11月14日 15:20 |                                              |                               |                                  |                                                                              |
| #502 | 2015年11月14日 15:20 | つくばユナイテッドSun GAIA （通算ポイント3） | 3 - 0 (25-18) (25-20) (25-22) | 東京ヴェルディ （通算ポイント0） | トヨタスポーツセンター第一体育館 観客数: 614人 主審: 柘植知則 副審: 重岡紀彦 |
| #502 | 2015年11月14日 15:20 |                                              |                               |                                  | トヨタスポーツセンター第一体育館 観客数: 614人 主審: 柘植知則 副審: 重岡紀彦 |

| #503 | 2015年11月14日 13:00 |                                          |               |                                |                                                                              |
| #503 | 2015年11月14日 13:00 | 大同特殊鋼レッドスター （通算ポイント3） | 3 - 0 (25-21) | 埼玉アザレア （通算ポイント0） | トヨタスポーツセンター第一体育館 観客数: 550人 主審: 有乗正志 副審: 竹川美穂 |
| #503 | 2015年11月14日 13:00 |                                          |               |                                | トヨタスポーツセンター第一体育館 観客数: 550人 主審: 有乗正志 副審: 竹川美穂 |

| #504 | 2015年11月14日 15:00 |                                              |                               |                                            |                                                                                |
| #504 | 2015年11月14日 15:00 | 警視庁フォートファイターズ （通算ポイント0） | 1 - 3 (25-22) (23-25) (35-37) | トヨタ自動車サンホークス （通算ポイント3） | トヨタスポーツセンター第一体育館 観客数: 614人 主審: 上土谷政高 副審: 内藤聡美 |
| #504 | 2015年11月14日 15:00 |                                              |                               |                                            | トヨタスポーツセンター第一体育館 観客数: 614人 主審: 上土谷政高 副審: 内藤聡美 |

#### 11月15日
この日の試合はセントラル方式で開催された。
| #505 | 2015年11月15日 12:00 |                                            |                               |                                              |                                                                            |
| #505 | 2015年11月15日 12:00 | 大分三好ヴァイセアドラー （通算ポイント3） | 3 - 0 (25-16) (27-25) (25-16) | つくばユナイテッドSun GAIA （通算ポイント3） | トヨタスポーツセンター第一体育館 観客数: 380人 主審: 岡谷仁 副審: 柘植知則 |
| #505 | 2015年11月15日 12:00 |                                            |                               |                                              | トヨタスポーツセンター第一体育館 観客数: 380人 主審: 岡谷仁 副審: 柘植知則 |

| #506 | 2015年11月15日 14:00 |                                                  |                                       |                                |                                                                              |
| #506 | 2015年11月15日 14:00 | 富士通カワサキレッドスピリッツ （通算ポイント6） | 3 - 1 (25-18) (17-25) (25-19) (25-18) | 埼玉アザレア （通算ポイント0） | トヨタスポーツセンター第一体育館 観客数: 420人 主審: 浅見靖人 副審: 内藤聡美 |
| #506 | 2015年11月15日 14:00 |                                                  |                                       |                                | トヨタスポーツセンター第一体育館 観客数: 420人 主審: 浅見靖人 副審: 内藤聡美 |

| #507 | 2015年11月15日 12:00 |                                              |                                       |                                  |                                                                              |
| #507 | 2015年11月15日 12:00 | 警視庁フォートファイターズ （通算ポイント2） | 3 - 2 (27-25) (25-22) (22-25) (15-13) | 東京ヴェルディ （通算ポイント1） | トヨタスポーツセンター第一体育館 観客数: 380人 主審: 有乗正志 副審: 竹川美穂 |
| #507 | 2015年11月15日 12:00 |                                              |                                       |                                  | トヨタスポーツセンター第一体育館 観客数: 380人 主審: 有乗正志 副審: 竹川美穂 |

| #508 | 2015年11月15日 14:55 |                                          |                               |                                            |                                                                                |
| #508 | 2015年11月15日 14:55 | 大同特殊鋼レッドスター （通算ポイント6） | 3 - 0 (26-24) (25-21) (25-23) | トヨタ自動車サンホークス （通算ポイント3） | トヨタスポーツセンター第一体育館 観客数: 420人 主審: 上土谷政高 副審: 重岡紀彦 |
| #508 | 2015年11月15日 14:55 |                                          |                               |                                            | トヨタスポーツセンター第一体育館 観客数: 420人 主審: 上土谷政高 副審: 重岡紀彦 |

#### 11月21日
この日の試合は女子・チャレンジリーグIIと同会場で行われた。
| #509 | 2015年11月21日 16:20 |                                            |                               |                                  |                                                                  |
| #509 | 2015年11月21日 16:20 | 大分三好ヴァイセアドラー （通算ポイント6） | 3 - 0 (25-20) (25-12) (25-21) | 東京ヴェルディ （通算ポイント1） | 酒田市営国体記念体育館 観客数: 420人 主審: 桑原健輔 副審: 伊藤薫 |
| #509 | 2015年11月21日 16:20 |                                            |                               |                                  | 酒田市営国体記念体育館 観客数: 420人 主審: 桑原健輔 副審: 伊藤薫 |

| #510 | 2015年11月21日 16:20 |                                              |               |                                |                                                                  |
| #510 | 2015年11月21日 16:20 | 警視庁フォートファイターズ （通算ポイント5） | 3 - 0 (25-25) | 埼玉アザレア （通算ポイント0） | 酒田市営国体記念体育館 観客数: 420人 主審: 早坂行博 副審: 渡部修 |
| #510 | 2015年11月21日 16:20 |                                              |               |                                | 酒田市営国体記念体育館 観客数: 420人 主審: 早坂行博 副審: 渡部修 |

| #511 | 2015年11月21日 10:00 |                                                  |                                       |                                |                                                            |
| #511 | 2015年11月21日 10:00 | 富士通カワサキレッドスピリッツ （通算ポイント9） | 3 - 1 (25-18) (20-25) (25-23) (25-20) | トヨタ自動車 （通算ポイント3） | 雄踏総合体育館 観客数: 183人 主審: 佐伯昌昭 副審: 笠原隆博 |
| #511 | 2015年11月21日 10:00 |                                                  |                                       |                                | 雄踏総合体育館 観客数: 183人 主審: 佐伯昌昭 副審: 笠原隆博 |

| #512 | 2015年11月21日 12:15 |                                              |                                       |                                          |                                                            |
| #512 | 2015年11月21日 12:15 | つくばユナイテッドSun GAIA （通算ポイント3） | 1 - 3 (25-20) (22-25) (24-26) (18-25) | 大同特殊鋼レッドスター （通算ポイント9） | 雄踏総合体育館 観客数: 257人 主審: 中島俊昌 副審: 片井伴浩 |
| #512 | 2015年11月21日 12:15 |                                              |                                       |                                          | 雄踏総合体育館 観客数: 257人 主審: 中島俊昌 副審: 片井伴浩 |

#### 11月22日
この日の試合は女子・チャレンジリーグIIと同会場で行われた。
| #513 | 2015年11月22日 10:00 |                                            |                               |                                              |                                                                  |
| #513 | 2015年11月22日 10:00 | 大分三好ヴァイセアドラー （通算ポイント9） | 3 - 0 (25-18) (25-16) (25-20) | 警視庁フォートファイターズ （通算ポイント5） | 酒田市営国体記念体育館 観客数: 463人 主審: 伊藤薫 副審: 赤川孝義 |
| #513 | 2015年11月22日 10:00 |                                            |                               |                                              | 酒田市営国体記念体育館 観客数: 463人 主審: 伊藤薫 副審: 赤川孝義 |

| #514 | 2015年11月22日 10:00 |                                  |                               |                                |                                                                  |
| #514 | 2015年11月22日 10:00 | 東京ヴェルディ （通算ポイント4） | 3 - 1 (17-25) (25-15) (25-22) | 埼玉アザレア （通算ポイント0） | 酒田市営国体記念体育館 観客数: 430人 主審: 桑原健輔 副審: 渡部修 |
| #514 | 2015年11月22日 10:00 |                                  |                               |                                | 酒田市営国体記念体育館 観客数: 430人 主審: 桑原健輔 副審: 渡部修 |

| #515 | 2015年11月22日 10:00 |                                                   |                                               |                                           |                                                            |
| #515 | 2015年11月22日 10:00 | 富士通カワサキレッドスピリッツ （通算ポイント10） | 2 - 3 (25-16) (22-25) (25-21) (22-25) (12-15) | 大同特殊鋼レッドスター （通算ポイント11） | 雄踏総合体育館 観客数: 178人 主審: 中島俊昌 副審: 富田浩生 |
| #515 | 2015年11月22日 10:00 |                                                   |                                               |                                           | 雄踏総合体育館 観客数: 178人 主審: 中島俊昌 副審: 富田浩生 |

| #516 | 2015年11月22日 12:40 |                                              |                                       |                                |                                                            |
| #516 | 2015年11月22日 12:40 | つくばユナイテッドSun GAIA （通算ポイント3） | 1 - 3 (18-25) (25-23) (18-25) (19-25) | トヨタ自動車 （通算ポイント6） | 雄踏総合体育館 観客数: 273人 主審: 佐伯昌昭 副審: 佐藤拓男 |
| #516 | 2015年11月22日 12:40 |                                              |                                       |                                | 雄踏総合体育館 観客数: 273人 主審: 佐伯昌昭 副審: 佐藤拓男 |

#### 11月28日
| #517 | 2015年11月28日 11:00 |                                             |                               |                                |                                                              |
| #517 | 2015年11月28日 11:00 | 大分三好ヴァイセアドラー （通算ポイント12） | 3 - 0 (25-14) (25-21) (25-19) | 埼玉アザレア （通算ポイント0） | 須坂市北部体育館 観客数: 210人 主審: 中西幸治 副審: 赤川孝義 |
| #517 | 2015年11月28日 11:00 |                                             |                               |                                | 須坂市北部体育館 観客数: 210人 主審: 中西幸治 副審: 赤川孝義 |

| #518 | 2015年11月28日 13:00 |                                  |                                              |                                            |                                                              |
| #518 | 2015年11月28日 13:00 | 東京ヴェルディ （通算ポイント6） | 3 - 2 (15-25) (26-28) (25-21) (25-17) (15-9) | トヨタ自動車サンホークス （通算ポイント7） | 須坂市北部体育館 観客数: 280人 主審: 中島俊昌 副審: 山条康弘 |
| #518 | 2015年11月28日 13:00 |                                  |                                              |                                            | 須坂市北部体育館 観客数: 280人 主審: 中島俊昌 副審: 山条康弘 |

| #519 | 2015年11月28日 15:35 |                                              |                                       |                                              |                                                              |
| #519 | 2015年11月28日 15:35 | つくばユナイテッドSun GAIA （通算ポイント3） | 1 - 3 (17-25) (25-23) (24-26) (25-27) | 警視庁フォートファイターズ （通算ポイント8） | 須坂市北部体育館 観客数: 320人 主審: 浅見靖人 副審: 木下智宏 |
| #519 | 2015年11月28日 15:35 |                                              |                                       |                                              | 須坂市北部体育館 観客数: 320人 主審: 浅見靖人 副審: 木下智宏 |

#### 11月29日
| #520 | 2015年11月29日 11:00 |                                              |                                       |                                |                                                              |
| #520 | 2015年11月29日 11:00 | つくばユナイテッドSun GAIA （通算ポイント3） | 1 - 3 (19-25) (20-25) (25-22) (18-25) | 埼玉アザレア （通算ポイント3） | 須坂市北部体育館 観客数: 360人 主審: 中西幸治 副審: 浅見靖人 |
| #520 | 2015年11月29日 11:00 |                                              |                                       |                                | 須坂市北部体育館 観客数: 360人 主審: 中西幸治 副審: 浅見靖人 |

| #521 | 2015年11月29日 13:25 |                                               |                               |                                           |                                                              |
| #521 | 2015年11月29日 13:25 | 警視庁フォートファイターズ （通算ポイント11） | 3 - 0 (25-23) (25-22) (25-21) | 大同特殊鋼レッドスター （通算ポイント11） | 須坂市北部体育館 観客数: 480人 主審: 赤川孝義 副審: 山条康弘 |
| #521 | 2015年11月29日 13:25 |                                               |                               |                                           | 須坂市北部体育館 観客数: 480人 主審: 赤川孝義 副審: 山条康弘 |

| #522 | 2015年11月29日 15:20 |                                                   |                                               |                                  |                                                              |
| #522 | 2015年11月29日 15:20 | 富士通カワサキレッドスピリッツ （通算ポイント12） | 3 - 2 (25-15) (25-11) (23-25) (27-29) (15-11) | 東京ヴェルディ （通算ポイント7） | 須坂市北部体育館 観客数: 580人 主審: 中島俊昌 副審: 木下智宏 |
| #522 | 2015年11月29日 15:20 |                                                   |                                               |                                  | 須坂市北部体育館 観客数: 580人 主審: 中島俊昌 副審: 木下智宏 |

#### 12月5日
| #523 | 2015年12月5日 11:00 |                                             |                               |                                            |                                                          |
| #523 | 2015年12月5日 11:00 | 大分三好ヴァイセアドラー （通算ポイント15） | 3 - 0 (25-14) (25-20) (25-22) | トヨタ自動車サンホークス （通算ポイント7） | 真幸アリーナ 観客数: 350人 主審: 川尻康行 副審: 川﨑博史 |
| #523 | 2015年12月5日 11:00 |                                             |                               |                                            | 真幸アリーナ 観客数: 350人 主審: 川尻康行 副審: 川﨑博史 |

| #524 | 2015年12月5日 13:00 |                                                   |                       |                                              |                                                          |
| #524 | 2015年12月5日 13:00 | 富士通カワサキレッドスピリッツ （通算ポイント15） | 3 - 0 (25-19) (25-15) | つくばユナイテッドSun GAIA （通算ポイント3） | 真幸アリーナ 観客数: 350人 主審: 須藤義宏 副審: 平田敬基 |
| #524 | 2015年12月5日 13:00 |                                                   |                       |                                              | 真幸アリーナ 観客数: 350人 主審: 須藤義宏 副審: 平田敬基 |

| #525 | 2015年12月5日 15:00 |                                           |                                               |                                  |                                                          |
| #525 | 2015年12月5日 15:00 | 大同特殊鋼レッドスター （通算ポイント13） | 3 - 2 (22-25) (25-21) (25-15) (22-25) (15-12) | 東京ヴェルディ （通算ポイント8） | 真幸アリーナ 観客数: 420人 主審: 林淳一 副審: 中村久美子 |
| #525 | 2015年12月5日 15:00 |                                           |                                               |                                  | 真幸アリーナ 観客数: 420人 主審: 林淳一 副審: 中村久美子 |

#### 12月6日
| #526 | 2015年12月6日 10:00 |                                             |                                       |                                           |                                                          |
| #526 | 2015年12月6日 10:00 | 大分三好ヴァイセアドラー （通算ポイント18） | 3 - 1 (26-24) (19-25) (25-22) (25-21) | 大同特殊鋼レッドスター （通算ポイント13） | 真幸アリーナ 観客数: 600人 主審: 須藤義宏 副審: 谷口智則 |
| #526 | 2015年12月6日 10:00 |                                             |                                       |                                           | 真幸アリーナ 観客数: 600人 主審: 須藤義宏 副審: 谷口智則 |

| #527 | 2015年12月6日 12:25 |                                                   |                               |                                               |                                                        |
| #527 | 2015年12月6日 12:25 | 富士通カワサキレッドスピリッツ （通算ポイント18） | 3 - 0 (25-16) (25-17) (26-24) | 警視庁フォートファイターズ （通算ポイント11） | 真幸アリーナ 観客数: 500人 主審: 川尻康行 副審: 林淳一 |
| #527 | 2015年12月6日 12:25 |                                                   |                               |                                               | 真幸アリーナ 観客数: 500人 主審: 川尻康行 副審: 林淳一 |

| #528 | 2015年12月6日 14:20 |                                             |                               |                                |                                                            |
| #528 | 2015年12月6日 14:20 | トヨタ自動車サンホークス （通算ポイント10） | 3 - 0 (25-19) (25-21) (25-18) | 埼玉アザレア （通算ポイント3） | 真幸アリーナ 観客数: 400人 主審: 平田敬基 副審: 中村久美子 |
| #528 | 2015年12月6日 14:20 |                                             |                               |                                | 真幸アリーナ 観客数: 400人 主審: 平田敬基 副審: 中村久美子 |

### 2Leg
赤字はホームチーム。

#### 12月12日
| #529 | 2015年12月12日 14:00 |                                               |                               |                                              |                                                          |
| #529 | 2015年12月12日 14:00 | 警視庁フォートファイターズ （通算ポイント11） | 0 - 3 (21-25) (27-29) (22-25) | つくばユナイテッドSun GAIA （通算ポイント6） | 桜総合体育館 観客数: 473人 主審: 桑原健輔 副審: 笠倉雅弘 |
| #529 | 2015年12月12日 14:00 |                                               |                               |                                              | 桜総合体育館 観客数: 473人 主審: 桑原健輔 副審: 笠倉雅弘 |

| #530 | 2015年12月12日 14:00 |                                   |                                               |                                |                                                                  |
| #530 | 2015年12月12日 14:00 | 東京ヴェルディ （通算ポイント10） | 3 - 2 (25-22) (25-16) (21-25) (23-25) (27-25) | 埼玉アザレア （通算ポイント4） | 川越総合運動公園体育館 観客数: 628人 主審: 大下孝 副審: 串橋成二 |
| #530 | 2015年12月12日 14:00 |                                   |                                               |                                | 川越総合運動公園体育館 観客数: 628人 主審: 大下孝 副審: 串橋成二 |

| #531 | 2015年12月12日 13:00 |                                                   |                               |                                             |                                                          |
| #531 | 2015年12月12日 13:00 | 富士通カワサキレッドスピリッツ （通算ポイント21） | 3 - 0 (25-21) (25-13) (25-20) | トヨタ自動車サンホークス （通算ポイント10） | コンパルホール 観客数: 732人 主審: 林淳一 副審: 平田敬基 |
| #531 | 2015年12月12日 13:00 |                                                   |                               |                                             | コンパルホール 観客数: 732人 主審: 林淳一 副審: 平田敬基 |

| #532 | 2015年12月12日 15:00 |                                             |                                       |                                           |                                                              |
| #532 | 2015年12月12日 15:00 | 大分三好ヴァイセアドラー （通算ポイント21） | 3 - 1 (25-16) (23-25) (25-19) (25-14) | 大同特殊鋼レッドスター （通算ポイント13） | コンパルホール 観客数: 1,030人 主審: 川尻康行 副審: 須藤義宏 |
| #532 | 2015年12月12日 15:00 |                                             |                                       |                                           | コンパルホール 観客数: 1,030人 主審: 川尻康行 副審: 須藤義宏 |

#### 12月13日
| #533 | 2015年12月13日 13:00 |                                   |                                       |                                              |                                                          |
| #533 | 2015年12月13日 13:00 | 東京ヴェルディ （通算ポイント10） | 1 - 3 (23-25) (25-22) (20-25) (21-25) | つくばユナイテッドSun GAIA （通算ポイント9） | 桜総合体育館 観客数: 550人 主審: 新田浩幸 副審: 笠倉雅弘 |
| #533 | 2015年12月13日 13:00 |                                   |                                       |                                              | 桜総合体育館 観客数: 550人 主審: 新田浩幸 副審: 笠倉雅弘 |

| #534 | 2015年12月13日 13:00 |                                               |                       |                                |                                                                  |
| #534 | 2015年12月13日 13:00 | 警視庁フォートファイターズ （通算ポイント11） | 0 - 3 (23-25) (20-25) | 埼玉アザレア （通算ポイント7） | 川越総合運動公園体育館 観客数: 576人 主審: 松延亮一 副審: 栗島勲 |
| #534 | 2015年12月13日 13:00 |                                               |                       |                                | 川越総合運動公園体育館 観客数: 576人 主審: 松延亮一 副審: 栗島勲 |

| #535 | 2015年12月13日 12:00 |                                           |                               |                                                   |                                                          |
| #535 | 2015年12月13日 12:00 | 大同特殊鋼レッドスター （通算ポイント13） | 0 - 3 (22-25) (17-25) (18-25) | 富士通カワサキレッドスピリッツ （通算ポイント24） | コンパルホール 観客数: 514人 主審: 平田敬基 副審: 林淳一 |
| #535 | 2015年12月13日 12:00 |                                           |                               |                                                   | コンパルホール 観客数: 514人 主審: 平田敬基 副審: 林淳一 |

| #536 | 2015年12月13日 14:00 |                                             |               |                                             |                                                            |
| #536 | 2015年12月13日 14:00 | 大分三好ヴァイセアドラー （通算ポイント24） | 3 - 1 (25-25) | トヨタ自動車サンホークス （通算ポイント10） | コンパルホール 観客数: 932人 主審: 須藤義宏 副審: 川尻康行 |
| #536 | 2015年12月13日 14:00 |                                             |               |                                             | コンパルホール 観客数: 932人 主審: 須藤義宏 副審: 川尻康行 |

#### 1月23日
| #537 | 2016年1月23日 13:00 |                                |                               |                                                   |                                                        |
| #537 | 2016年1月23日 13:00 | 埼玉アザレア （通算ポイント7） | 0 - 3 (25-12) (25-19) (25-13) | 富士通カワサキレッドスピリッツ （通算ポイント27） | 桜総合体育館 観客数: 361人 主審: 伊藤薫 副審: 山﨑公寛 |
| #537 | 2016年1月23日 13:00 |                                |                               |                                                   | 桜総合体育館 観客数: 361人 主審: 伊藤薫 副審: 山﨑公寛 |

| #538 | 2016年1月23日 15:00 |                                              |                               |                                             |                                                          |
| #538 | 2016年1月23日 15:00 | つくばユナイテッドSun GAIA （通算ポイント9） | 0 - 3 (21-25) (24-26) (27-29) | 大分三好ヴァイセアドラー （通算ポイント27） | 桜総合体育館 観客数: 411人 主審: 慈眼雅啓 副審: 笠倉雅弘 |
| #538 | 2016年1月23日 15:00 |                                              |                               |                                             | 桜総合体育館 観客数: 411人 主審: 慈眼雅啓 副審: 笠倉雅弘 |

この日の試合は男女・チャレンジリーグIIと同会場で行われた。
| #539 | 2016年1月23日 11:00 |                                               |                                               |                                           |                                                                          |
| #539 | 2016年1月23日 11:00 | 警視庁フォートファイターズ （通算ポイント12） | 2 - 3 (25-20) (23-25) (25-22) (19-25) (12-15) | 大同特殊鋼レッドスター （通算ポイント15） | 日野市市民の森ふれあいホール 観客数: 265人 主審: 中島俊昌 副審: 饗庭和恵 |
| #539 | 2016年1月23日 11:00 |                                               |                                               |                                           | 日野市市民の森ふれあいホール 観客数: 265人 主審: 中島俊昌 副審: 饗庭和恵 |

| #540 | 2016年1月23日 13:55 |                                             |                               |                                   |                                                                          |
| #540 | 2016年1月23日 13:55 | トヨタ自動車サンホークス （通算ポイント13） | 3 - 0 (25-20) (25-17) (28-26) | 東京ヴェルディ （通算ポイント10） | 日野市市民の森ふれあいホール 観客数: 450人 主審: 桑原健輔 副審: 及川千春 |
| #540 | 2016年1月23日 13:55 |                                             |                               |                                   | 日野市市民の森ふれあいホール 観客数: 450人 主審: 桑原健輔 副審: 及川千春 |

#### 1月24日
| #541 | 2016年1月24日 12:00 |                                             |               |                                                   |                                                        |
| #541 | 2016年1月24日 12:00 | 大分三好ヴァイセアドラー （通算ポイント30） | 3 - 1 (25-25) | 富士通カワサキレッドスピリッツ （通算ポイント27） | 桜総合体育館 観客数: 390人 主審: 伊藤薫 副審: 笠倉雅弘 |
| #541 | 2016年1月24日 12:00 |                                             |               |                                                   | 桜総合体育館 観客数: 390人 主審: 伊藤薫 副審: 笠倉雅弘 |

| #542 | 2016年1月24日 14:45 |                                               |                                       |                                |                                                          |
| #542 | 2016年1月24日 14:45 | つくばユナイテッドSun GAIA （通算ポイント12） | 3 - 1 (25-23) (25-15) (21-25) (25-14) | 埼玉アザレア （通算ポイント7） | 桜総合体育館 観客数: 802人 主審: 慈眼雅啓 副審: 屋貝直也 |
| #542 | 2016年1月24日 14:45 |                                               |                                       |                                | 桜総合体育館 観客数: 802人 主審: 慈眼雅啓 副審: 屋貝直也 |

この日の試合は男女・チャレンジリーグIIと同会場で行われた。
| #543 | 2016年1月24日 11:00 |                                             |                               |                                           |                                                                            |
| #543 | 2016年1月24日 11:00 | トヨタ自動車サンホークス （通算ポイント16） | 3 - 0 (25-17) (41-39) (25-21) | 大同特殊鋼レッドスター （通算ポイント15） | 日野市市民の森ふれあいホール 観客数: 315人 主審: 小滝健二 副審: 森山真理子 |
| #543 | 2016年1月24日 11:00 |                                             |                               |                                           | 日野市市民の森ふれあいホール 観客数: 315人 主審: 小滝健二 副審: 森山真理子 |

| #544 | 2016年1月24日 13:05 |                                               |                                       |                                   |                                                                          |
| #544 | 2016年1月24日 13:05 | 警視庁フォートファイターズ （通算ポイント15） | 3 - 1 (25-16) (22-25) (25-15) (25-16) | 東京ヴェルディ （通算ポイント10） | 日野市市民の森ふれあいホール 観客数: 410人 主審: 桑原健輔 副審: 杤堀仁美 |
| #544 | 2016年1月24日 13:05 |                                               |                                       |                                   | 日野市市民の森ふれあいホール 観客数: 410人 主審: 桑原健輔 副審: 杤堀仁美 |

#### 1月30日
| #545 | 2016年1月30日 13:02 |                                             |                                       |                                   |                                                                |
| #545 | 2016年1月30日 13:02 | 大分三好ヴァイセアドラー （通算ポイント33） | 3 - 1 (27-25) (22-25) (27-25) (25-23) | 東京ヴェルディ （通算ポイント10） | 宮前スポーツセンター 観客数: 430人 主審: 新田浩幸 副審: 行天健 |
| #545 | 2016年1月30日 13:02 |                                             |                                       |                                   | 宮前スポーツセンター 観客数: 430人 主審: 新田浩幸 副審: 行天健 |

| #546 | 2016年1月30日 15:40 |                                               |                               |                                                   |                                                                  |
| #546 | 2016年1月30日 15:40 | 警視庁フォートファイターズ （通算ポイント15） | 0 - 3 (22-25) (20-25) (19-25) | 富士通カワサキレッドスピリッツ （通算ポイント30） | 宮前スポーツセンター 観客数: 440人 主審: 笠羽泰範 副審: 浜野陽一 |
| #546 | 2016年1月30日 15:40 |                                               |                               |                                                   | 宮前スポーツセンター 観客数: 440人 主審: 笠羽泰範 副審: 浜野陽一 |

| #547 | 2016年1月30日 13:00 |                                             |                               |                                |                                                                      |
| #547 | 2016年1月30日 13:00 | トヨタ自動車サンホークス （通算ポイント19） | 3 - 0 (25-17) (30-28) (25-17) | 埼玉アザレア （通算ポイント7） | 大同特殊鋼星崎工場体育館 観客数: 160人 主審: 服部篤史 副審: 小林隆行 |
| #547 | 2016年1月30日 13:00 |                                             |                               |                                | 大同特殊鋼星崎工場体育館 観客数: 160人 主審: 服部篤史 副審: 小林隆行 |

| #548 | 2016年1月30日 15:05 |                                           |                               |                                               |                                                                    |
| #548 | 2016年1月30日 15:05 | 大同特殊鋼レッドスター （通算ポイント18） | 3 - 0 (25-12) (25-19) (25-20) | つくばユナイテッドSun GAIA （通算ポイント12） | 大同特殊鋼星崎工場体育館 観客数: 285人 主審: 岡田崇 副審: 猪瀬隼也 |
| #548 | 2016年1月30日 15:05 |                                           |                               |                                               | 大同特殊鋼星崎工場体育館 観客数: 285人 主審: 岡田崇 副審: 猪瀬隼也 |

#### 1月31日
| #549 | 2016年1月31日 12:00 |                                             |                               |                                               |                                                                  |
| #549 | 2016年1月31日 12:00 | 大分三好ヴァイセアドラー （通算ポイント36） | 3 - 0 (25-21) (25-23) (25-20) | 警視庁フォートファイターズ （通算ポイント15） | 宮前スポーツセンター 観客数: 453人 主審: 新田浩幸 副審: 浜野陽一 |
| #549 | 2016年1月31日 12:00 |                                             |                               |                                               | 宮前スポーツセンター 観客数: 453人 主審: 新田浩幸 副審: 浜野陽一 |

| #550 | 2016年1月31日 14:00 |                                                   |                               |                                   |                                                                  |
| #550 | 2016年1月31日 14:00 | 富士通カワサキレッドスピリッツ （通算ポイント33） | 3 - 0 (25-20) (25-17) (25-19) | 東京ヴェルディ （通算ポイント10） | 宮前スポーツセンター 観客数: 600人 主審: 笠羽泰範 副審: 宮城智哉 |
| #550 | 2016年1月31日 14:00 |                                                   |                               |                                   | 宮前スポーツセンター 観客数: 600人 主審: 笠羽泰範 副審: 宮城智哉 |

| #551 | 2016年1月31日 12:00 |                                             |                               |                                               |                                                                    |
| #551 | 2016年1月31日 12:00 | トヨタ自動車サンホークス （通算ポイント22） | 3 - 0 (25-21) (29-27) (25-22) | つくばユナイテッドSun GAIA （通算ポイント12） | 大同特殊鋼星崎工場体育館 観客数: 160人 主審: 岡田崇 副審: 小林隆行 |
| #551 | 2016年1月31日 12:00 |                                             |                               |                                               | 大同特殊鋼星崎工場体育館 観客数: 160人 主審: 岡田崇 副審: 小林隆行 |

| #552 | 2016年1月31日 14:05 |                                           |                                       |                                |                                                                      |
| #552 | 2016年1月31日 14:05 | 大同特殊鋼レッドスター （通算ポイント21） | 3 - 1 (25-18) (25-14) (21-25) (25-18) | 埼玉アザレア （通算ポイント7） | 大同特殊鋼星崎工場体育館 観客数: 370人 主審: 服部篤史 副審: 河合和広 |
| #552 | 2016年1月31日 14:05 |                                           |                                       |                                | 大同特殊鋼星崎工場体育館 観客数: 370人 主審: 服部篤史 副審: 河合和広 |

#### 2月6日
| #553 | 2016年2月6日 13:00 |                                               |                               |                                                   |                                                                    |
| #553 | 2016年2月6日 13:00 | つくばユナイテッドSun GAIA （通算ポイント12） | 0 - 3 (14-25) (21-25) (16-25) | 富士通カワサキレッドスピリッツ （通算ポイント36） | 江戸川区スポーツセンター 観客数: 200人 主審: 中西幸治 副審: 水間尚 |
| #553 | 2016年2月6日 13:00 |                                               |                               |                                                   | 江戸川区スポーツセンター 観客数: 200人 主審: 中西幸治 副審: 水間尚 |

| #554 | 2016年2月6日 15:00 |                                             |                                       |                                               |                                                                    |
| #554 | 2016年2月6日 15:00 | トヨタ自動車サンホークス （通算ポイント22） | 1 - 3 (23-25) (25-19) (22-25) (18-25) | 警視庁フォートファイターズ （通算ポイント18） | 江戸川区スポーツセンター 観客数: 230人 主審: 城智人 副審: 細井啓太 |
| #554 | 2016年2月6日 15:00 |                                             |                                       |                                               | 江戸川区スポーツセンター 観客数: 230人 主審: 城智人 副審: 細井啓太 |

この日の試合は男子・チャレンジリーグIIと同会場で行われた。
| #555 | 2016年2月6日 13:00 |                                             |                               |                                |                                                                  |
| #555 | 2016年2月6日 13:00 | 大分三好ヴァイセアドラー （通算ポイント39） | 3 - 1 (25-21) (20-25) (25-17) | 埼玉アザレア （通算ポイント7） | ベイコム総合体育館 観客数: 400人 主審: 上土谷政高 副審: 中山博幸 |
| #555 | 2016年2月6日 13:00 |                                             |                               |                                | ベイコム総合体育館 観客数: 400人 主審: 上土谷政高 副審: 中山博幸 |

| #556 | 2016年2月6日 15:15 |                                   |                               |                                           |                                                              |
| #556 | 2016年2月6日 15:15 | 東京ヴェルディ （通算ポイント10） | 0 - 3 (16-25) (21-25) (22-25) | 大同特殊鋼レッドスター （通算ポイント24） | ベイコム総合体育館 観客数: 550人 主審: 森口豊 副審: 長堂篤史 |
| #556 | 2016年2月6日 15:15 |                                   |                               |                                           | ベイコム総合体育館 観客数: 550人 主審: 森口豊 副審: 長堂篤史 |

### 3Leg
赤字はホームチーム。

#### 2月7日
| #557 | 2016年2月7日 12:00 |                                               |                                              |                                             |                                                                      |
| #557 | 2016年2月7日 12:00 | つくばユナイテッドSun GAIA （通算ポイント13） | 2 - 3 (18-25) (19-25) (16-25) (23-25) (9-15) | トヨタ自動車サンホークス （通算ポイント24） | 江戸川区スポーツセンター 観客数: 190人 主審: 中西幸治 副審: 関野智史 |
| #557 | 2016年2月7日 12:00 |                                               |                                              |                                             | 江戸川区スポーツセンター 観客数: 190人 主審: 中西幸治 副審: 関野智史 |

| #558 | 2016年2月7日 14:40 |                                                   |                               |                                               |                                                                    |
| #558 | 2016年2月7日 14:40 | 富士通カワサキレッドスピリッツ （通算ポイント39） | 3 - 0 (25-22) (25-18) (25-17) | 警視庁フォートファイターズ （通算ポイント18） | 江戸川区スポーツセンター 観客数: 270人 主審: 城智人 副審: 細井啓太 |
| #558 | 2016年2月7日 14:40 |                                                   |                               |                                               | 江戸川区スポーツセンター 観客数: 270人 主審: 城智人 副審: 細井啓太 |

この日の試合は男子・チャレンジリーグIIと同会場で行われた。
| #559 | 2016年2月7日 12:00 |                                             |                               |                                   |                                                              |
| #559 | 2016年2月7日 12:00 | 大分三好ヴァイセアドラー （通算ポイント42） | 3 - 0 (25-12) (25-22) (25-19) | 東京ヴェルディ （通算ポイント10） | ベイコム総合体育館 観客数: 600人 主審: 森口豊 副審: 長堂篤史 |
| #559 | 2016年2月7日 12:00 |                                             |                               |                                   | ベイコム総合体育館 観客数: 600人 主審: 森口豊 副審: 長堂篤史 |

| #560 | 2016年2月7日 14:00 |                                           |                                               |                                |                                                                  |
| #560 | 2016年2月7日 14:00 | 大同特殊鋼レッドスター （通算ポイント26） | 3 - 2 (25-22) (21-25) (26-24) (20-25) (15-13) | 埼玉アザレア （通算ポイント8） | ベイコム総合体育館 観客数: 700人 主審: 上土谷政高 副審: 中山博幸 |
| #560 | 2016年2月7日 14:00 |                                           |                                               |                                | ベイコム総合体育館 観客数: 700人 主審: 上土谷政高 副審: 中山博幸 |

#### 2月13日
| #561 | 2016年2月13日 13:00 |                                               |                               |                                             |                                                                  |
| #561 | 2016年2月13日 13:00 | 警視庁フォートファイターズ （通算ポイント18） | 1 - 3 (16-25) (25-18) (19-25) | 大分三好ヴァイセアドラー （通算ポイント45） | 富士通川崎工場体育館 観客数: 345人 主審: 早坂行博 副審: 浜野陽一 |
| #561 | 2016年2月13日 13:00 |                                               |                               |                                             | 富士通川崎工場体育館 観客数: 345人 主審: 早坂行博 副審: 浜野陽一 |

| #562 | 2016年2月13日 15:30 |                                   |                               |                                                   |                                                                |
| #562 | 2016年2月13日 15:30 | 東京ヴェルディ （通算ポイント10） | 0 - 3 (11-25) (12-25) (19-25) | 富士通カワサキレッドスピリッツ （通算ポイント42） | 富士通川崎工場体育館 観客数: 580人 主審: 正岡卓 副審: 宮城智哉 |
| #562 | 2016年2月13日 15:30 |                                   |                               |                                                   | 富士通川崎工場体育館 観客数: 580人 主審: 正岡卓 副審: 宮城智哉 |

| #563 | 2016年2月13日 13:00 |                                           |                                       |                                               |                                                            |
| #563 | 2016年2月13日 13:00 | 大同特殊鋼レッドスター （通算ポイント26） | 1 - 3 (23-25) (25-17) (15-25) (23-25) | つくばユナイテッドSun GAIA （通算ポイント16） | 明和町総合体育館 観客数: 450人 主審: 城智人 副審: 森西基雄 |
| #563 | 2016年2月13日 13:00 |                                           |                                       |                                               | 明和町総合体育館 観客数: 450人 主審: 城智人 副審: 森西基雄 |

| #564 | 2016年2月13日 15:27 |                                             |                                       |                                 |                                                              |
| #564 | 2016年2月13日 15:27 | トヨタ自動車サンホークス （通算ポイント24） | 1 - 3 (25-17) (24-26) (22-25) (23-25) | 埼玉アザレア （通算ポイント11） | 明和町総合体育館 観客数: 450人 主審: 中島俊昌 副審: 渡邊正則 |
| #564 | 2016年2月13日 15:27 |                                             |                                       |                                 | 明和町総合体育館 観客数: 450人 主審: 中島俊昌 副審: 渡邊正則 |

#### 2月14日
| #565 | 2016年2月14日 12:00 |                                             |                                               |                                                   |                                                                |
| #565 | 2016年2月14日 12:00 | 大分三好ヴァイセアドラー （通算ポイント46） | 2 - 3 (25-23) (19-25) (25-23) (24-26) (13-15) | 富士通カワサキレッドスピリッツ （通算ポイント44） | 富士通川崎工場体育館 観客数: 730人 主審: 正岡卓 副審: 新田浩幸 |
| #565 | 2016年2月14日 12:00 |                                             |                                               |                                                   | 富士通川崎工場体育館 観客数: 730人 主審: 正岡卓 副審: 新田浩幸 |

| #566 | 2016年2月14日 15:10 |                                               |                               |                                   |                                                                  |
| #566 | 2016年2月14日 15:10 | 警視庁フォートファイターズ （通算ポイント21） | 3 - 0 (26-24) (25-20) (25-18) | 東京ヴェルディ （通算ポイント10） | 富士通川崎工場体育館 観客数: 470人 主審: 早坂行博 副審: 宮城智哉 |
| #566 | 2016年2月14日 15:10 |                                               |                               |                                   | 富士通川崎工場体育館 観客数: 470人 主審: 早坂行博 副審: 宮城智哉 |

| #567 | 2016年2月14日 12:00 |                                               |                                       |                                 |                                                              |
| #567 | 2016年2月14日 12:00 | つくばユナイテッドSun GAIA （通算ポイント16） | 1 - 3 (25-15) (20-25) (25-27) (23-25) | 埼玉アザレア （通算ポイント14） | 明和町総合体育館 観客数: 600人 主審: 中島俊昌 副審: 森西基雄 |
| #567 | 2016年2月14日 12:00 |                                               |                                       |                                 | 明和町総合体育館 観客数: 600人 主審: 中島俊昌 副審: 森西基雄 |

| #568 | 2016年2月14日 14:25 |                                           |                               |                                             |                                                            |
| #568 | 2016年2月14日 14:25 | 大同特殊鋼レッドスター （通算ポイント29） | 3 - 0 (25-23) (25-22) (25-23) | トヨタ自動車サンホークス （通算ポイント24） | 明和町総合体育館 観客数: 600人 主審: 城智人 副審: 渡邊正則 |
| #568 | 2016年2月14日 14:25 |                                           |                               |                                             | 明和町総合体育館 観客数: 600人 主審: 城智人 副審: 渡邊正則 |

#### 2月20日
| #569 | 2016年2月20日 13:00 |                                   |                                       |                                               |                                                            |
| #569 | 2016年2月20日 13:00 | 東京ヴェルディ （通算ポイント13） | 3 - 1 (26-28) (25-16) (31-29) (28-26) | つくばユナイテッドSun GAIA （通算ポイント16） | 三郷市総合体育館 観客数: 853人 主審: 佐伯昌昭 副審: 飯島毅 |
| #569 | 2016年2月20日 13:00 |                                   |                                       |                                               | 三郷市総合体育館 観客数: 853人 主審: 佐伯昌昭 副審: 飯島毅 |

| #570 | 2016年2月20日 15:52 |                                                   |                               |                                 |                                                              |
| #570 | 2016年2月20日 15:52 | 富士通カワサキレッドスピリッツ （通算ポイント47） | 3 - 1 (25-16) (24-26) (25-15) | 埼玉アザレア （通算ポイント14） | 三郷市総合体育館 観客数: 947人 主審: 慈眼雅啓 副審: 山崎公寛 |
| #570 | 2016年2月20日 15:52 |                                                   |                               |                                 | 三郷市総合体育館 観客数: 947人 主審: 慈眼雅啓 副審: 山崎公寛 |

| #571 | 2016年2月20日 13:00 |                                             |                               |                                             |                                                            |
| #571 | 2016年2月20日 13:00 | 大分三好ヴァイセアドラー （通算ポイント46） | 1 - 3 (21-25) (25-20) (23-25) | トヨタ自動車サンホークス （通算ポイント27） | 知多市民体育館 観客数: 360人 主審: 新田浩幸 副審: 河合和広 |
| #571 | 2016年2月20日 13:00 |                                             |                               |                                             | 知多市民体育館 観客数: 360人 主審: 新田浩幸 副審: 河合和広 |

| #572 | 2016年2月20日 15:25 |                                           |                                       |                                               |                                                       |
| #572 | 2016年2月20日 15:25 | 大同特殊鋼レッドスター （通算ポイント29） | 1 - 3 (24-26) (23-25) (30-28) (25-27) | 警視庁フォートファイターズ （通算ポイント24） | 知多市民体育館 観客数: 人 主審: 原啓之 副審: 黒田伸浩 |
| #572 | 2016年2月20日 15:25 |                                           |                                       |                                               | 知多市民体育館 観客数: 人 主審: 原啓之 副審: 黒田伸浩 |

#### 2月21日
| #573 | 2016年2月21日 12:00 |                                                   |                               |                                               |                                                            |
| #573 | 2016年2月21日 12:00 | 富士通カワサキレッドスピリッツ （通算ポイント50） | 3 - 1 (25-23) (23-25) (25-20) | つくばユナイテッドSun GAIA （通算ポイント16） | 三郷市総合体育館 観客数: 712人 主審: 慈眼雅啓 副審: 飯島毅 |
| #573 | 2016年2月21日 12:00 |                                                   |                               |                                               | 三郷市総合体育館 観客数: 712人 主審: 慈眼雅啓 副審: 飯島毅 |

| #574 | 2016年2月21日 15:40 |                                   |                               |                                 |                                                              |
| #574 | 2016年2月21日 15:40 | 東京ヴェルディ （通算ポイント13） | 0 - 3 (19-25) (23-25) (20-25) | 埼玉アザレア （通算ポイント17） | 三郷市総合体育館 観客数: 906人 主審: 佐伯昌昭 副審: 串橋成二 |
| #574 | 2016年2月21日 15:40 |                                   |                               |                                 | 三郷市総合体育館 観客数: 906人 主審: 佐伯昌昭 副審: 串橋成二 |

| #575 | 2016年2月21日 12:00 |                                             |                       |                                               |                                                            |
| #575 | 2016年2月21日 12:00 | トヨタ自動車サンホークス （通算ポイント30） | 3 - 0 (25-19) (25-20) | 警視庁フォートファイターズ （通算ポイント24） | 知多市民体育館 観客数: 230人 主審: 新田浩幸 副審: 黒田伸浩 |
| #575 | 2016年2月21日 12:00 |                                             |                       |                                               | 知多市民体育館 観客数: 230人 主審: 新田浩幸 副審: 黒田伸浩 |

| #576 | 2016年2月21日 14:00 |                                           |                               |                                             |                                                          |
| #576 | 2016年2月21日 14:00 | 大同特殊鋼レッドスター （通算ポイント29） | 1 - 3 (25-19) (21-25) (19-25) | 大分三好ヴァイセアドラー （通算ポイント49） | 知多市民体育館 観客数: 345人 主審: 原啓之 副審: 内藤聡美 |
| #576 | 2016年2月21日 14:00 |                                           |                               |                                             | 知多市民体育館 観客数: 345人 主審: 原啓之 副審: 内藤聡美 |

#### 2月27日
| #577 | 2016年2月27日 13:00 |                                                   |                               |                                             |                                                            |
| #577 | 2016年2月27日 13:00 | 富士通カワサキレッドスピリッツ （通算ポイント53） | 3 - 0 (25-22) (27-25) (25-22) | トヨタ自動車サンホークス （通算ポイント30） | 稲城市総合体育館 観客数: 210人 主審: 慈眼雅啓 副審: 中村中 |
| #577 | 2016年2月27日 13:00 |                                                   |                               |                                             | 稲城市総合体育館 観客数: 210人 主審: 慈眼雅啓 副審: 中村中 |

| #578 | 2016年2月27日 15:00 |                                           |                                       |                                   |                                                            |
| #578 | 2016年2月27日 15:00 | 大同特殊鋼レッドスター （通算ポイント32） | 3 - 1 (25-20) (25-14) (24-26) (25-23) | 東京ヴェルディ （通算ポイント13） | 稲城市総合体育館 観客数: 200人 主審: 赤川孝義 副審: 仲博史 |
| #578 | 2016年2月27日 15:00 |                                           |                                       |                                   | 稲城市総合体育館 観客数: 200人 主審: 赤川孝義 副審: 仲博史 |

| #579 | 2016年2月27日 13:00 |                                               |                                              |                                 |                                                          |
| #579 | 2016年2月27日 13:00 | 警視庁フォートファイターズ （通算ポイント26） | 3 - 2 (19-25) (25-21) (23-25) (25-18) (15-9) | 埼玉アザレア （通算ポイント18） | コンパルホール 観客数: 694人 主審: 林淳一 副審: 平田敬基 |
| #579 | 2016年2月27日 13:00 |                                               |                                              |                                 | コンパルホール 観客数: 694人 主審: 林淳一 副審: 平田敬基 |

| #580 | 2016年2月27日 15:55 |                                             |                               |                                               |                                                            |
| #580 | 2016年2月27日 15:55 | 大分三好ヴァイセアドラー （通算ポイント52） | 3 - 0 (25-17) (25-19) (25-22) | つくばユナイテッドSun GAIA （通算ポイント16） | コンパルホール 観客数: 823人 主審: 木内誠二 副審: 川尻康行 |
| #580 | 2016年2月27日 15:55 |                                             |                               |                                               | コンパルホール 観客数: 823人 主審: 木内誠二 副審: 川尻康行 |

#### 2月28日
| #581 | 2016年2月28日 12:00 |                                                   |                                       |                                           |                                                              |
| #581 | 2016年2月28日 12:00 | 富士通カワサキレッドスピリッツ （通算ポイント56） | 3 - 1 (25-20) (25-21) (16-25) (25-20) | 大同特殊鋼レッドスター （通算ポイント32） | 稲城市総合体育館 観客数: 280人 主審: 慈眼雅啓 副審: 関野智史 |
| #581 | 2016年2月28日 12:00 |                                                   |                                       |                                           | 稲城市総合体育館 観客数: 280人 主審: 慈眼雅啓 副審: 関野智史 |

| #582 | 2016年2月28日 14:15 |                                             |                       |                                   |                                                              |
| #582 | 2016年2月28日 14:15 | トヨタ自動車サンホークス （通算ポイント33） | 3 - 0 (25-21) (25-20) | 東京ヴェルディ （通算ポイント13） | 稲城市総合体育館 観客数: 200人 主審: 赤川孝義 副審: 勝又禎蔵 |
| #582 | 2016年2月28日 14:15 |                                             |                       |                                   | 稲城市総合体育館 観客数: 200人 主審: 赤川孝義 副審: 勝又禎蔵 |

| #583 | 2016年2月28日 12:00 |                                               |                                               |                                               |                                                          |
| #583 | 2016年2月28日 12:00 | つくばユナイテッドSun GAIA （通算ポイント17） | 2 - 3 (21-25) (25-20) (21-25) (25-23) (23-25) | 警視庁フォートファイターズ （通算ポイント28） | コンパルホール 観客数: 934人 主審: 平田敬基 副審: 林淳一 |
| #583 | 2016年2月28日 12:00 |                                               |                                               |                                               | コンパルホール 観客数: 934人 主審: 平田敬基 副審: 林淳一 |

| #584 | 2016年2月28日 15:05 |                                             |                               |                                 |                                                              |
| #584 | 2016年2月28日 15:05 | 大分三好ヴァイセアドラー （通算ポイント55） | 3 - 0 (25-15) (25-21) (25-16) | 埼玉アザレア （通算ポイント18） | コンパルホール 観客数: 1,015人 主審: 川尻康行 副審: 木内誠二 |
| #584 | 2016年2月28日 15:05 |                                             |                               |                                 | コンパルホール 観客数: 1,015人 主審: 川尻康行 副審: 木内誠二 |

### 最終順位
| 順位   | チーム名                       | 試合数 | 勝点 | 勝数 | 敗数 | 勝率  | 得セット | 失セット | セット率 | 備考                                               |
| ------ | ------------------------------ | ------ | ---- | ---- | ---- | ----- | -------- | -------- | -------- | -------------------------------------------------- |
| 優勝   | 富士通カワサキレッドスピリッツ | 21     | 56   | 19   | 2    | 0.905 | 60       | 16       | 3.750    | V・チャレンジマッチへ                              |
| 準優勝 | 大分三好ヴァイセアドラー       | 21     | 55   | 18   | 3    | 0.857 | 58       | 17       | 3.412    | V・チャレンジマッチへ                              |
| 3      | トヨタ自動車サンホークス       | 21     | 33   | 11   | 10   | 0.524 | 39       | 35       | 1.114    |                                                    |
| 4      | 大同特殊鋼レッドスター         | 21     | 32   | 12   | 9    | 0.571 | 42       | 38       | 1.105    |                                                    |
| 5      | 警視庁フォートファイターズ     | 21     | 28   | 10   | 11   | 0.476 | 34       | 43       | 0.791    |                                                    |
| 6      | 埼玉アザレア                   | 21     | 18   | 5    | 16   | 0.238 | 27       | 51       | 0.529    |                                                    |
| 7      | つくばユナイテッドSun GAIA     | 21     | 17   | 5    | 16   | 0.238 | 26       | 51       | 0.510    |                                                    |
| 8      | 東京ヴェルディ                 | 21     | 13   | 4    | 17   | 0.190 | 22       | 57       | 0.386    | チャレンジリーグI / チャレンジリーグII順位決定戦へ |

### 個人賞
| No. | 賞名             | 受賞者       | 所属チーム   | 備考                |
| --- | ---------------- | ------------ | ------------ | ------------------- |
| 1   | 優勝監督賞       | 勝田祥平     | 富士通       |                     |
| 2   | 最高殊勲選手賞   | 中川剛       | 富士通       |                     |
| 3   | 敢闘賞           | ヤカン・グマ | 大分三好     |                     |
| 4   | 最優秀新人賞     | 田中尚       | 大同特殊鋼   |                     |
| 5   | 得点王           | ヤカン・グマ | 大分三好     | 総得点=514点        |
| 6   | スパイク賞       | ヤカン・グマ | 大分三好     | 決定率=57.7%        |
| 7   | ブロック賞       | 横田圭祐     | 富士通       | 決定本数=0.94本/set |
| 8   | サーブ賞         | 徳尾直哉     | トヨタ自動車 | 効果率=20.40%       |
| 9   | サーブレシーブ賞 | 石川俊輔     | 警視庁       | 成功率=76.5%        |

### チャレンジリーグI / チャレンジリーグII順位決定戦
本節ではチャレンジリーグIとチャレンジリーグIIの入替戦について記述している。プレミアリーグとチャレンジリーグIの入替戦については、バレーボール2015/16Vプレミアリーグ#Vチャレンジ・マッチ（入替戦）を参照のこと。

#### 3月5日
| #903 | 2016年3月5日 15:05 |                                          |               |                                               |                                                        |
| #903 | 2016年3月5日 15:05 | 東京ヴェルディ （チャレンジリーグI 8位） | 0 - 3 (25-25) | VC長野トライデンツ （チャレンジリーグII 1位） | 船橋アリーナ 観客数: 400人 主審: 原啓之 副審: 桑原健輔 |
| #903 | 2016年3月5日 15:05 |                                          |               |                                               | 船橋アリーナ 観客数: 400人 主審: 原啓之 副審: 桑原健輔 |

#### 3月6日
| #906 | 2016年3月6日 16:00 |                                          |                                       |                                               |                                                        |
| #906 | 2016年3月6日 16:00 | 東京ヴェルディ （チャレンジリーグI 8位） | 3 - 1 (25-16) (26-24) (18-25) (27-25) | VC長野トライデンツ （チャレンジリーグII 1位） | 船橋アリーナ 観客数: 400人 主審: 原啓之 副審: 桑原健輔 |
| #906 | 2016年3月6日 16:00 |                                          |                                       |                                               | 船橋アリーナ 観客数: 400人 主審: 原啓之 副審: 桑原健輔 |

両者一勝一敗となったがセット率で上回ったVC長野トライデンツが来季のチャレンジリーグIへの昇格資格を得た。

## 女子

### 参加チーム
| 前回順位 | チーム名                 | 備考 |
| -------- | ------------------------ | ---- |
| 1        | JTマーヴェラス           |      |
| 2        | PFUブルーキャッツ        |      |
| 3        | 大野石油広島オイラーズ   |      |
| 4        | KUROBEアクアフェアリーズ |      |
| 5        | JAぎふリオレーナ         |      |
| 6        | 仙台ベルフィーユ         |      |
| 7        | フォレストリーヴズ熊本   |      |
| 8        | 柏エンゼルクロス         |      |

### 1Leg

#### 11月7日
| #601 | 2015年11月7日 13:00 |                                     |                               |                                    |                                                            |
| #601 | 2015年11月7日 13:00 | PFUブルーキャッツ （通算ポイント3） | 3 - 0 (27-25) (25-13) (25-19) | 柏エンゼルクロス （通算ポイント0） | 猫田記念体育館 観客数: 500人 主審: 飯田一明 副審: 前川清隆 |
| #601 | 2015年11月7日 13:00 |                                     |                               |                                    | 猫田記念体育館 観客数: 500人 主審: 飯田一明 副審: 前川清隆 |

| #602 | 2015年11月7日 15:00 |                                    |                       |                                          |                                                          |
| #602 | 2015年11月7日 15:00 | JAぎふリオレーナ （通算ポイント3） | 3 - 0 (25-14) (25-19) | 大野石油広島オイラーズ （通算ポイント0） | 猫田記念体育館 観客数: 690人 主審: 原啓之 副審: 谷川哲也 |
| #602 | 2015年11月7日 15:00 |                                    |                       |                                          | 猫田記念体育館 観客数: 690人 主審: 原啓之 副審: 谷川哲也 |

| #603 | 2015年11月7日 13:05 |                                    |                                       |                                            |                                                              |
| #603 | 2015年11月7日 13:05 | 仙台ベルフィーユ （通算ポイント3） | 3 - 1 (21-25) (25-18) (28-26) (25-15) | KUROBEアクアフェアリーズ （通算ポイント0） | 水俣市総合体育館 観客数: 650人 主審: 木内誠二 副審: 満生真史 |
| #603 | 2015年11月7日 13:05 |                                    |                                       |                                            | 水俣市総合体育館 観客数: 650人 主審: 木内誠二 副審: 満生真史 |

| #604 | 2015年11月7日 15:40 |                                  |                               |                                          |                                                              |
| #604 | 2015年11月7日 15:40 | JTマーヴェラス （通算ポイント3） | 3 - 0 (25-14) (25-15) (25-22) | フォレストリーヴズ熊本 （通算ポイント0） | 水俣市総合体育館 観客数: 670人 主審: 須藤義宏 副審: 甲斐照和 |
| #604 | 2015年11月7日 15:40 |                                  |                               |                                          | 水俣市総合体育館 観客数: 670人 主審: 須藤義宏 副審: 甲斐照和 |

#### 11月8日
| #605 | 2015年11月8日 12:00 |                                    |                                       |                                     |                                                            |
| #605 | 2015年11月8日 12:00 | JAぎふリオレーナ （通算ポイント3） | 1 - 3 (26-28) (24-26) (25-17) (22-25) | PFUブルーキャッツ （通算ポイント6） | 猫田記念体育館 観客数: 380人 主審: 前川清隆 副審: 飯田一明 |
| #605 | 2015年11月8日 12:00 |                                    |                                       |                                     | 猫田記念体育館 観客数: 380人 主審: 前川清隆 副審: 飯田一明 |

| #606 | 2015年11月8日 14:35 |                                    |                                       |                                          |                                                          |
| #606 | 2015年11月8日 14:35 | 柏エンゼルクロス （通算ポイント0） | 1 - 3 (20-25) (25-16) (23-25) (22-25) | 大野石油広島オイラーズ （通算ポイント3） | 猫田記念体育館 観客数: 650人 主審: 原啓之 副審: 酒井雄己 |
| #606 | 2015年11月8日 14:35 |                                    |                                       |                                          | 猫田記念体育館 観客数: 650人 主審: 原啓之 副審: 酒井雄己 |

| #607 | 2015年11月8日 12:00 |                                  |                                       |                                    |                                                              |
| #607 | 2015年11月8日 12:00 | JTマーヴェラス （通算ポイント6） | 3 - 1 (25-18) (25-21) (23-25) (25-21) | 仙台ベルフィーユ （通算ポイント3） | 人吉市総合体育館 観客数: 895人 主審: 須藤義宏 副審: 甲斐照和 |
| #607 | 2015年11月8日 12:00 |                                  |                                       |                                    | 人吉市総合体育館 観客数: 895人 主審: 須藤義宏 副審: 甲斐照和 |

| #608 | 2015年11月8日 14:30 |                                            |                               |                                          |                                                                |
| #608 | 2015年11月8日 14:30 | KUROBEアクアフェアリーズ （通算ポイント3） | 3 - 0 (25-21) (27-25) (25-23) | フォレストリーヴズ熊本 （通算ポイント0） | 人吉市総合体育館 観客数: 1,237人 主審: 木内誠二 副審: 満生真史 |
| #608 | 2015年11月8日 14:30 |                                            |                               |                                          | 人吉市総合体育館 観客数: 1,237人 主審: 木内誠二 副審: 満生真史 |

#### 11月14日
| #609 | 2015年11月14日 13:00 |                                  |                               |                                          |                                                                |
| #609 | 2015年11月14日 13:00 | JTマーヴェラス （通算ポイント9） | 3 - 0 (27-25) (25-15) (25-23) | 大野石油広島オイラーズ （通算ポイント3） | 舞鶴文化公園体育館 観客数: 1,000人 主審: 岡田崇 副審: 千原弘也 |
| #609 | 2015年11月14日 13:00 |                                  |                               |                                          | 舞鶴文化公園体育館 観客数: 1,000人 主審: 岡田崇 副審: 千原弘也 |

| #610 | 2015年11月14日 15:00 |                                    |                                       |                                    |                                                                  |
| #610 | 2015年11月14日 15:00 | JAぎふリオレーナ （通算ポイント6） | 3 - 1 (25-19) (23-25) (25-23) (25-19) | 柏エンゼルクロス （通算ポイント0） | 舞鶴文化公園体育館 観客数: 1,100人 主審: 佐伯昌昭 副審: 徳本幸子 |
| #610 | 2015年11月14日 15:00 |                                    |                                       |                                    | 舞鶴文化公園体育館 観客数: 1,100人 主審: 佐伯昌昭 副審: 徳本幸子 |

#### 11月15日
| #611 | 2015年11月15日 12:00 |                                    |                                       |                                          |                                                                |
| #611 | 2015年11月15日 12:00 | 仙台ベルフィーユ （通算ポイント6） | 3 - 1 (25-23) (25-14) (23-25) (25-17) | フォレストリーヴズ熊本 （通算ポイント0） | 舞鶴文化公園体育館 観客数: 500人 主審: 佐伯昌昭 副審: 梅本政男 |
| #611 | 2015年11月15日 12:00 |                                    |                                       |                                          | 舞鶴文化公園体育館 観客数: 500人 主審: 佐伯昌昭 副審: 梅本政男 |

| #612 | 2015年11月15日 14:20 |                                     |                               |                                            |                                                              |
| #612 | 2015年11月15日 14:20 | PFUブルーキャッツ （通算ポイント9） | 3 - 1 (25-27) (25-13) (25-23) | KUROBEアクアフェアリーズ （通算ポイント3） | 舞鶴文化公園体育館 観客数: 900人 主審: 岡田崇 副審: 徳田幸恵 |
| #612 | 2015年11月15日 14:20 |                                     |                               |                                            | 舞鶴文化公園体育館 観客数: 900人 主審: 岡田崇 副審: 徳田幸恵 |

#### 11月21日
| #613 | 2015年11月21日 13:00 |                                    |                                               |                                            |                                                                          |
| #613 | 2015年11月21日 13:00 | JAぎふリオレーナ （通算ポイント7） | 2 - 3 (19-25) (22-25) (25-21) (25-16) (12-15) | KUROBEアクアフェアリーズ （通算ポイント5） | なみはやドーム（サブアリーナ） 観客数: 700人 主審: 原啓之 副審: 山元正泰 |
| #613 | 2015年11月21日 13:00 |                                    |                                               |                                            | なみはやドーム（サブアリーナ） 観客数: 700人 主審: 原啓之 副審: 山元正泰 |

| #614 | 2015年11月21日 15:55 |                                   |                               |                                    |                                                                              |
| #614 | 2015年11月21日 15:55 | JTマーヴェラス （通算ポイント12） | 3 - 0 (25-17) (25-20) (25-22) | 柏エンゼルクロス （通算ポイント0） | なみはやドーム（サブアリーナ） 観客数: 800人 主審: 増岡三佳子 副審: 岩井好恵 |
| #614 | 2015年11月21日 15:55 |                                   |                               |                                    | なみはやドーム（サブアリーナ） 観客数: 800人 主審: 増岡三佳子 副審: 岩井好恵 |

| #615 | 2015年11月21日 13:00 |                                    |                                              |                                          |                                                                        |
| #615 | 2015年11月21日 13:00 | 仙台ベルフィーユ （通算ポイント7） | 2 - 3 (20-25) (25-17) (22-25) (25-23) (9-15) | 大野石油広島オイラーズ （通算ポイント5） | 美郷町北郷総合交流センター 観客数: 810人 主審: 木内誠二 副審: 平田敬基 |
| #615 | 2015年11月21日 13:00 |                                    |                                              |                                          | 美郷町北郷総合交流センター 観客数: 810人 主審: 木内誠二 副審: 平田敬基 |

| #616 | 2015年11月21日 15:40 |                                      |                                              |                                          |                                                                          |
| #616 | 2015年11月21日 15:40 | PFUブルーキャッツ （通算ポイント11） | 3 - 2 (23-25) (22-25) (25-14) (25-13) (15-7) | フォレストリーヴズ熊本 （通算ポイント1） | 美郷町北郷総合交流センター 観客数: 1,055人 主審: 林淳一 副審: 中村久美子 |
| #616 | 2015年11月21日 15:40 |                                      |                                              |                                          | 美郷町北郷総合交流センター 観客数: 1,055人 主審: 林淳一 副審: 中村久美子 |

#### 11月22日
| #617 | 2015年11月22日 12:00 |                                            |                               |                                    |                                                                              |
| #617 | 2015年11月22日 12:00 | KUROBEアクアフェアリーズ （通算ポイント8） | 3 - 0 (25-23) (25-21) (25-19) | 柏エンゼルクロス （通算ポイント0） | なみはやドーム（サブアリーナ） 観客数: 600人 主審: 増岡三佳子 副審: 岩井好恵 |
| #617 | 2015年11月22日 12:00 |                                            |                               |                                    | なみはやドーム（サブアリーナ） 観客数: 600人 主審: 増岡三佳子 副審: 岩井好恵 |

| #618 | 2015年11月22日 14:00 |                                   |                               |                                    |                                                                          |
| #618 | 2015年11月22日 14:00 | JTマーヴェラス （通算ポイント15） | 3 - 0 (25-18) (25-19) (25-21) | JAぎふリオレーナ （通算ポイント7） | なみはやドーム（サブアリーナ） 観客数: 900人 主審: 原啓之 副審: 小出一平 |
| #618 | 2015年11月22日 14:00 |                                   |                               |                                    | なみはやドーム（サブアリーナ） 観客数: 900人 主審: 原啓之 副審: 小出一平 |

| #619 | 2015年11月22日 12:00 |                                      |                       |                                    |                                                        |
| #619 | 2015年11月22日 12:00 | PFUブルーキャッツ （通算ポイント14） | 3 - 0 (25-20) (25-16) | 仙台ベルフィーユ （通算ポイント7） | 高千穂武道館 観客数: 686人 主審: 木内誠二 副審: 林淳一 |
| #619 | 2015年11月22日 12:00 |                                      |                       |                                    | 高千穂武道館 観客数: 686人 主審: 木内誠二 副審: 林淳一 |

| #620 | 2015年11月22日 14:00 |                                          |                               |                                          |                                                            |
| #620 | 2015年11月22日 14:00 | 大野石油広島オイラーズ （通算ポイント8） | 3 - 1 (25-21) (24-26) (25-18) | フォレストリーヴズ熊本 （通算ポイント1） | 高千穂武道館 観客数: 796人 主審: 平田敬基 副審: 中村久美子 |
| #620 | 2015年11月22日 14:00 |                                          |                               |                                          | 高千穂武道館 観客数: 796人 主審: 平田敬基 副審: 中村久美子 |

#### 11月28日
| #621 | 2015年11月28日 13:00 |                                    |                                              |                                    |                                                              |
| #621 | 2015年11月28日 13:00 | JAぎふリオレーナ （通算ポイント9） | 3 - 2 (25-21) (25-27) (15-25) (25-17) (15-6) | 仙台ベルフィーユ （通算ポイント8） | 柏市中央体育館 観客数: 270人 主審: 松延亮一 副審: 小田川倫之 |
| #621 | 2015年11月28日 13:00 |                                    |                                              |                                    | 柏市中央体育館 観客数: 270人 主審: 松延亮一 副審: 小田川倫之 |

| #622 | 2015年11月28日 15:40 |                                          |                                       |                                    |                                                              |
| #622 | 2015年11月28日 15:40 | フォレストリーヴズ熊本 （通算ポイント4） | 3 - 1 (16-25) (25-21) (25-17) (25-23) | 柏エンゼルクロス （通算ポイント0） | 柏市中央体育館 観客数: 350人 主審: 水間絵美 副審: 小笠原孝文 |
| #622 | 2015年11月28日 15:40 |                                          |                                       |                                    | 柏市中央体育館 観客数: 350人 主審: 水間絵美 副審: 小笠原孝文 |

| #623 | 2015年11月28日 13:00 |                                   |                               |                                      |                                                                    |
| #623 | 2015年11月28日 13:00 | JTマーヴェラス （通算ポイント18） | 3 - 0 (25-20) (25-21) (25-20) | PFUブルーキャッツ （通算ポイント14） | 滑川市総合体育センター 観客数: 700人 主審: 有乗正志 副審: 波塚彰優 |
| #623 | 2015年11月28日 13:00 |                                   |                               |                                      | 滑川市総合体育センター 観客数: 700人 主審: 有乗正志 副審: 波塚彰優 |

| #624 | 2015年11月28日 15:05 |                                          |                               |                                             |                                                                      |
| #624 | 2015年11月28日 15:05 | 大野石油広島オイラーズ （通算ポイント8） | 0 - 3 (16-25) (22-25) (18-25) | KUROBEアクアフェアリーズ （通算ポイント11） | 滑川市総合体育センター 観客数: 1,000人 主審: 紙井ひとみ 副審: 黒地忍 |
| #624 | 2015年11月28日 15:05 |                                          |                               |                                             | 滑川市総合体育センター 観客数: 1,000人 主審: 紙井ひとみ 副審: 黒地忍 |

#### 11月29日
| #625 | 2015年11月29日 12:00 |                                     |                                             |                                          |                                                              |
| #625 | 2015年11月29日 12:00 | JAぎふリオレーナ （通算ポイント11） | 3 - 2 (25-19) (25-7) (16-25) (24-26) (15-8) | フォレストリーヴズ熊本 （通算ポイント5） | 柏市中央体育館 観客数: 200人 主審: 水間絵美 副審: 赤鳥健太郎 |
| #625 | 2015年11月29日 12:00 |                                     |                                             |                                          | 柏市中央体育館 観客数: 200人 主審: 水間絵美 副審: 赤鳥健太郎 |

| #626 | 2015年11月29日 14:35 |                                     |                       |                                    |                                                            |
| #626 | 2015年11月29日 14:35 | 仙台ベルフィーユ （通算ポイント11） | 3 - 0 (27-25) (22-25) | 柏エンゼルクロス （通算ポイント0） | 柏市中央体育館 観客数: 380人 主審: 松延亮一 副審: 山内大右 |
| #626 | 2015年11月29日 14:35 |                                     |                       |                                    | 柏市中央体育館 観客数: 380人 主審: 松延亮一 副審: 山内大右 |

| #627 | 2015年11月29日 12:00 |                                          |               |                                      |                                                                  |
| #627 | 2015年11月29日 12:00 | 大野石油広島オイラーズ （通算ポイント8） | 0 - 3 (25-25) | PFUブルーキャッツ （通算ポイント17） | 滑川市総合体育センター 観客数: 550人 主審: 有乗正志 副審: 黒地忍 |
| #627 | 2015年11月29日 12:00 |                                          |               |                                      | 滑川市総合体育センター 観客数: 550人 主審: 有乗正志 副審: 黒地忍 |

| #628 | 2015年11月29日 14:00 |                                   |                               |                                             |                                                                        |
| #628 | 2015年11月29日 14:00 | JTマーヴェラス （通算ポイント21） | 3 - 0 (25-16) (25-17) (25-20) | KUROBEアクアフェアリーズ （通算ポイント11） | 滑川市総合体育センター 観客数: 1,000人 主審: 紙井ひとみ 副審: 波塚彰優 |
| #628 | 2015年11月29日 14:00 |                                   |                               |                                             | 滑川市総合体育センター 観客数: 1,000人 主審: 紙井ひとみ 副審: 波塚彰優 |

### 2Leg

#### 12月5日
| #629 | 2015年12月5日 13:00 |                                      |                               |                                          |                                                                  |
| #629 | 2015年12月5日 13:00 | PFUブルーキャッツ （通算ポイント20） | 3 - 0 (25-18) (25-16) (25-19) | フォレストリーヴズ熊本 （通算ポイント5） | 富谷スポーツセンター 観客数: 540人 主審: 早坂行博 副審: 佐藤恵美 |
| #629 | 2015年12月5日 13:00 |                                      |                               |                                          | 富谷スポーツセンター 観客数: 540人 主審: 早坂行博 副審: 佐藤恵美 |

| #630 | 2015年12月5日 15:05 |                                     |                               |                                             |                                                                  |
| #630 | 2015年12月5日 15:05 | 仙台ベルフィーユ （通算ポイント14） | 3 - 0 (25-16) (25-22) (25-14) | KUROBEアクアフェアリーズ （通算ポイント11） | 富谷スポーツセンター 観客数: 1,051人 主審: 杉村友雄 副審: 菅原建 |
| #630 | 2015年12月5日 15:05 |                                     |                               |                                             | 富谷スポーツセンター 観客数: 1,051人 主審: 杉村友雄 副審: 菅原建 |

| #631 | 2015年12月5日 13:00 |                                   |                               |                                    |                                                            |
| #631 | 2015年12月5日 13:00 | JTマーヴェラス （通算ポイント24） | 3 - 0 (25-21) (27-25) (25-15) | 柏エンゼルクロス （通算ポイント0） | 猫田記念体育館 観客数: 600人 主審: 前川清隆 副審: 谷川哲也 |
| #631 | 2015年12月5日 13:00 |                                   |                               |                                    | 猫田記念体育館 観客数: 600人 主審: 前川清隆 副審: 谷川哲也 |

| #632 | 2015年12月5日 15:00 |                                     |                               |                                          |                                                          |
| #632 | 2015年12月5日 15:00 | JAぎふリオレーナ （通算ポイント14） | 3 - 0 (25-19) (25-15) (25-19) | 大野石油広島オイラーズ （通算ポイント8） | 猫田記念体育館 観客数: 620人 主審: 寺田温子 副審: 本間明 |
| #632 | 2015年12月5日 15:00 |                                     |                               |                                          | 猫田記念体育館 観客数: 620人 主審: 寺田温子 副審: 本間明 |

#### 12月6日
| #633 | 2015年12月6日 12:00 |                                          |                                               |                                             |                                                                  |
| #633 | 2015年12月6日 12:00 | フォレストリーヴズ熊本 （通算ポイント7） | 3 - 2 (25-21) (25-22) (15-25) (20-25) (15-11) | KUROBEアクアフェアリーズ （通算ポイント12） | 富谷スポーツセンター 観客数: 541人 主審: 早坂行博 副審: 佐藤恵美 |
| #633 | 2015年12月6日 12:00 |                                          |                                               |                                             | 富谷スポーツセンター 観客数: 541人 主審: 早坂行博 副審: 佐藤恵美 |

| #634 | 2015年12月6日 14:55 |                                     |                                       |                                      |                                                                  |
| #634 | 2015年12月6日 14:55 | 仙台ベルフィーユ （通算ポイント14） | 1 - 3 (23-25) (13-25) (27-25) (24-26) | PFUブルーキャッツ （通算ポイント23） | 富谷スポーツセンター 観客数: 1,112人 主審: 杉村友雄 副審: 菅原建 |
| #634 | 2015年12月6日 14:55 |                                     |                                       |                                      | 富谷スポーツセンター 観客数: 1,112人 主審: 杉村友雄 副審: 菅原建 |

| #635 | 2015年12月6日 12:00 |                                     |                               |                                   |                                                          |
| #635 | 2015年12月6日 12:00 | JAぎふリオレーナ （通算ポイント14） | 0 - 3 (21-25) (16-25) (18-25) | JTマーヴェラス （通算ポイント27） | 猫田記念体育館 観客数: 650人 主審: 横山寿一 副審: 本間明 |
| #635 | 2015年12月6日 12:00 |                                     |                               |                                   | 猫田記念体育館 観客数: 650人 主審: 横山寿一 副審: 本間明 |

| #636 | 2015年12月6日 14:00 |                                    |                               |                                          |                                                            |
| #636 | 2015年12月6日 14:00 | 柏エンゼルクロス （通算ポイント3） | 3 - 0 (25-22) (28-26) (26-24) | 大野石油広島オイラーズ （通算ポイント8） | 猫田記念体育館 観客数: 850人 主審: 寺田温子 副審: 前川清隆 |
| #636 | 2015年12月6日 14:00 |                                    |                               |                                          | 猫田記念体育館 観客数: 850人 主審: 寺田温子 副審: 前川清隆 |

#### 1月9日
| #637 | 2016年1月9日 13:00 |                                             |                                              |                                    |                                                                    |
| #637 | 2016年1月9日 13:00 | KUROBEアクアフェアリーズ （通算ポイント14） | 3 - 2 (25-27) (25-17) (17-25) (25-11) (15-8) | 柏エンゼルクロス （通算ポイント4） | 松任総合運動公園体育館 観客数: 502人 主審: 赤川孝義 副審: 国沢雄介 |
| #637 | 2016年1月9日 13:00 |                                             |                                              |                                    | 松任総合運動公園体育館 観客数: 502人 主審: 赤川孝義 副審: 国沢雄介 |

| #638 | 2016年1月9日 15:40 |                                      |                                       |                                     |                                                                      |
| #638 | 2016年1月9日 15:40 | PFUブルーキャッツ （通算ポイント26） | 3 - 1 (25-17) (23-25) (25-19) (25-18) | JAぎふリオレーナ （通算ポイント14） | 松任総合運動公園体育館 観客数: 1,096人 主審: 有乗正志 副審: 松谷俊宏 |
| #638 | 2016年1月9日 15:40 |                                      |                                       |                                     | 松任総合運動公園体育館 観客数: 1,096人 主審: 有乗正志 副審: 松谷俊宏 |

#### 1月10日
| #639 | 2016年1月10日 12:00 |                                     |                                       |                                    |                                                                    |
| #639 | 2016年1月10日 12:00 | JAぎふリオレーナ （通算ポイント17） | 3 - 1 (25-20) (25-16) (18-25) (25-20) | 柏エンゼルクロス （通算ポイント4） | 松任総合運動公園体育館 観客数: 512人 主審: 赤川孝義 副審: 松谷俊宏 |
| #639 | 2016年1月10日 12:00 |                                     |                                       |                                    | 松任総合運動公園体育館 観客数: 512人 主審: 赤川孝義 副審: 松谷俊宏 |

| #640 | 2016年1月10日 14:30 |                                      |                               |                                             |                                                                      |
| #640 | 2016年1月10日 14:30 | PFUブルーキャッツ （通算ポイント29） | 3 - 0 (25-15) (25-16) (25-15) | KUROBEアクアフェアリーズ （通算ポイント14） | 松任総合運動公園体育館 観客数: 1,104人 主審: 有乗正志 副審: 国沢雄介 |
| #640 | 2016年1月10日 14:30 |                                      |                               |                                             | 松任総合運動公園体育館 観客数: 1,104人 主審: 有乗正志 副審: 国沢雄介 |

#### 1月16日
| #641 | 2016年1月16日 13:00 |                                   |                               |                                          |                                                              |
| #641 | 2016年1月16日 13:00 | JTマーヴェラス （通算ポイント30） | 3 - 0 (25-14) (25-13) (25-20) | フォレストリーヴズ熊本 （通算ポイント7） | 柏市中央体育館 観客数: 600人 主審: 中西幸治 副審: 小田川倫之 |
| #641 | 2016年1月16日 13:00 |                                   |                               |                                          | 柏市中央体育館 観客数: 600人 主審: 中西幸治 副審: 小田川倫之 |

| #642 | 2016年1月16日 15:00 |                                      |                               |                                    |                                                            |
| #642 | 2016年1月16日 15:00 | PFUブルーキャッツ （通算ポイント32） | 3 - 0 (25-23) (26-24) (25-23) | 柏エンゼルクロス （通算ポイント4） | 柏市中央体育館 観客数: 750人 主審: 正岡卓 副審: 小笠原孝文 |
| #642 | 2016年1月16日 15:00 |                                      |                               |                                    | 柏市中央体育館 観客数: 750人 主審: 正岡卓 副審: 小笠原孝文 |

| #643 | 2016年1月16日 13:00 |                                           |                               |                                     |                                                                            |
| #643 | 2016年1月16日 13:00 | 大野石油広島オイラーズ （通算ポイント11） | 3 - 0 (25-20) (25-23) (25-19) | 仙台ベルフィーユ （通算ポイント14） | ヒマラヤアリーナ（岐阜アリーナ） 観客数: 703人 主審: 柘植知則 副審: 奥田誠 |
| #643 | 2016年1月16日 13:00 |                                           |                               |                                     | ヒマラヤアリーナ（岐阜アリーナ） 観客数: 703人 主審: 柘植知則 副審: 奥田誠 |

| #644 | 2016年1月16日 15:09 |                                     |                                       |                                             |                                                                              |
| #644 | 2016年1月16日 15:09 | JAぎふリオレーナ （通算ポイント20） | 3 - 1 (21-25) (25-20) (29-27) (25-22) | KUROBEアクアフェアリーズ （通算ポイント14） | ヒマラヤアリーナ（岐阜アリーナ） 観客数: 1,207人 主審: 岡谷仁 副審: 新海正和 |
| #644 | 2016年1月16日 15:09 |                                     |                                       |                                             | ヒマラヤアリーナ（岐阜アリーナ） 観客数: 1,207人 主審: 岡谷仁 副審: 新海正和 |

#### 1月17日
| #645 | 2016年1月17日 12:00 |                                   |                               |                                      |                                                            |
| #645 | 2016年1月17日 12:00 | JTマーヴェラス （通算ポイント33） | 3 - 0 (25-22) (25-16) (25-17) | PFUブルーキャッツ （通算ポイント32） | 柏市中央体育館 観客数: 950人 主審: 正岡卓 副審: 小笠原孝文 |
| #645 | 2016年1月17日 12:00 |                                   |                               |                                      | 柏市中央体育館 観客数: 950人 主審: 正岡卓 副審: 小笠原孝文 |

| #646 | 2016年1月17日 14:00 |                                          |                                             |                                    |                                                            |
| #646 | 2016年1月17日 14:00 | フォレストリーヴズ熊本 （通算ポイント9） | 3 - 2 (25-20) (20-25) (15-25) (25-9) (15-9) | 柏エンゼルクロス （通算ポイント5） | 柏市中央体育館 観客数: 550人 主審: 中西幸治 副審: 山内大右 |
| #646 | 2016年1月17日 14:00 |                                          |                                             |                                    | 柏市中央体育館 観客数: 550人 主審: 中西幸治 副審: 山内大右 |

| #647 | 2016年1月17日 12:00 |                                           |                                       |                                             |                                                                              |
| #647 | 2016年1月17日 12:00 | 大野石油広島オイラーズ （通算ポイント11） | 1 - 3 (25-20) (24-26) (16-25) (21-25) | KUROBEアクアフェアリーズ （通算ポイント17） | ヒマラヤアリーナ（岐阜アリーナ） 観客数: 718人 主審: 高橋弘二 副審: 新海正和 |
| #647 | 2016年1月17日 12:00 |                                           |                                       |                                             | ヒマラヤアリーナ（岐阜アリーナ） 観客数: 718人 主審: 高橋弘二 副審: 新海正和 |

| #648 | 2016年1月17日 14:45 |                                     |                       |                                     |                                                                              |
| #648 | 2016年1月17日 14:45 | JAぎふリオレーナ （通算ポイント20） | 0 - 3 (20-25) (24-26) | 仙台ベルフィーユ （通算ポイント17） | ヒマラヤアリーナ（岐阜アリーナ） 観客数: 1,220人 主審: 柘植知則 副審: 奥田誠 |
| #648 | 2016年1月17日 14:45 |                                     |                       |                                     | ヒマラヤアリーナ（岐阜アリーナ） 観客数: 1,220人 主審: 柘植知則 副審: 奥田誠 |

#### 1月23日
| #649 | 2016年1月23日 13:00 |                                           |                                       |                                          |                                                              |
| #649 | 2016年1月23日 13:00 | 大野石油広島オイラーズ （通算ポイント14） | 3 - 1 (23-25) (25-23) (25-15) (25-21) | フォレストリーヴズ熊本 （通算ポイント9） | 姫路市立体育館 観客数: 1,100人 主審: 吉岡奈々 副審: 髙濵祐介 |
| #649 | 2016年1月23日 13:00 |                                           |                                       |                                          | 姫路市立体育館 観客数: 1,100人 主審: 吉岡奈々 副審: 髙濵祐介 |

| #650 | 2016年1月23日 15:30 |                                   |                                       |                                     |                                                            |
| #650 | 2016年1月23日 15:30 | JTマーヴェラス （通算ポイント36） | 3 - 1 (25-19) (25-22) (21-25) (25-11) | 仙台ベルフィーユ （通算ポイント17） | 姫路市立体育館 観客数: 2,000人 主審: 原啓之 副審: 中山博幸 |
| #650 | 2016年1月23日 15:30 |                                   |                                       |                                     | 姫路市立体育館 観客数: 2,000人 主審: 原啓之 副審: 中山博幸 |

#### 1月24日
| #651 | 2016年1月23日 12:00 |                                     |                       |                                          |                                                                                            |
| #651 | 2016年1月23日 12:00 | 仙台ベルフィーユ （通算ポイント20） | 3 - 0 (25-13) (25-15) | フォレストリーヴズ熊本 （通算ポイント9） | 神戸総合運動公園体育館（グリーンアリーナ神戸） 観客数: 800人 主審: 吉岡奈々 副審: 中山博幸 |
| #651 | 2016年1月23日 12:00 |                                     |                       |                                          | 神戸総合運動公園体育館（グリーンアリーナ神戸） 観客数: 800人 主審: 吉岡奈々 副審: 中山博幸 |

| #652 | 2016年1月23日 14:00 |                                   |                                       |                                           |                                                                                            |
| #652 | 2016年1月23日 14:00 | JTマーヴェラス （通算ポイント39） | 3 - 1 (25-17) (23-25) (25-19) (25-17) | 大野石油広島オイラーズ （通算ポイント14） | 神戸総合運動公園体育館（グリーンアリーナ神戸） 観客数: 1,100人 主審: 原啓之 副審: 高濱祐介 |
| #652 | 2016年1月23日 14:00 |                                   |                                       |                                           | 神戸総合運動公園体育館（グリーンアリーナ神戸） 観客数: 1,100人 主審: 原啓之 副審: 高濱祐介 |

#### 1月30日
| #653 | 2016年1月30日 13:00 |                                      |                               |                                           |                                                                  |
| #653 | 2016年1月30日 13:00 | PFUブルーキャッツ （通算ポイント35） | 3 - 0 (25-15) (25-20) (29-27) | 大野石油広島オイラーズ （通算ポイント14） | 富谷スポーツセンター 観客数: 551人 主審: 早坂行博 副審: 佐藤慎也 |
| #653 | 2016年1月30日 13:00 |                                      |                               |                                           | 富谷スポーツセンター 観客数: 551人 主審: 早坂行博 副審: 佐藤慎也 |

| #654 | 2016年1月30日 15:12 |                                     |                               |                                    |                                                                  |
| #654 | 2016年1月30日 15:12 | 仙台ベルフィーユ （通算ポイント23） | 3 - 0 (25-19) (25-17) (25-21) | 柏エンゼルクロス （通算ポイント5） | 富谷スポーツセンター 観客数: 951人 主審: 杉村友雄 副審: 佐藤恵美 |
| #654 | 2016年1月30日 15:12 |                                     |                               |                                    | 富谷スポーツセンター 観客数: 951人 主審: 杉村友雄 副審: 佐藤恵美 |

| #655 | 2016年1月30日 13:00 |                                     |                               |                                          |                                                                      |
| #655 | 2016年1月30日 13:00 | JAぎふリオレーナ （通算ポイント23） | 3 - 0 (26-24) (25-16) (25-14) | フォレストリーヴズ熊本 （通算ポイント7） | 黒部市総合体育センター 観客数: 730人 主審: 紙井ひとみ 副審: 波塚彰優 |
| #655 | 2016年1月30日 13:00 |                                     |                               |                                          | 黒部市総合体育センター 観客数: 730人 主審: 紙井ひとみ 副審: 波塚彰優 |

| #656 | 2016年1月30日 15:00 |                                   |                                               |                                             |                                                                    |
| #656 | 2016年1月30日 15:00 | JTマーヴェラス （通算ポイント41） | 3 - 2 (21-25) (25-18) (25-23) (24-26) (17-15) | KUROBEアクアフェアリーズ （通算ポイント18） | 黒部市総合体育センター 観客数: 1,380人 主審: 有乗正志 副審: 黒地忍 |
| #656 | 2016年1月30日 15:00 |                                   |                                               |                                             | 黒部市総合体育センター 観客数: 1,380人 主審: 有乗正志 副審: 黒地忍 |

### 3Leg

#### 1月31日
| #657 | 2016年1月31日 12:00 |                                    |                                       |                                           |                                                                  |
| #657 | 2016年1月31日 12:00 | 柏エンゼルクロス （通算ポイント8） | 3 - 1 (26-24) (21-25) (25-20) (25-23) | 大野石油広島オイラーズ （通算ポイント14） | 富谷スポーツセンター 観客数: 520人 主審: 早坂行博 副審: 佐藤恵美 |
| #657 | 2016年1月31日 12:00 |                                    |                                       |                                           | 富谷スポーツセンター 観客数: 520人 主審: 早坂行博 副審: 佐藤恵美 |

| #658 | 2016年1月31日 14:40 |                                     |                               |                                      |                                                                    |
| #658 | 2016年1月31日 14:40 | 仙台ベルフィーユ （通算ポイント23） | 0 - 3 (19-25) (27-29) (21-25) | PFUブルーキャッツ （通算ポイント38） | 富谷スポーツセンター 観客数: 1,216人 主審: 杉村友雄 副審: 佐藤慎也 |
| #658 | 2016年1月31日 14:40 |                                     |                               |                                      | 富谷スポーツセンター 観客数: 1,216人 主審: 杉村友雄 副審: 佐藤慎也 |

| #659 | 2016年1月31日 12:00 |                                   |                       |                                          |                                                                  |
| #659 | 2016年1月31日 12:00 | JTマーヴェラス （通算ポイント44） | 3 - 0 (25-21) (30-28) | フォレストリーヴズ熊本 （通算ポイント9） | 黒部市総合体育センター 観客数: 850人 主審: 有乗正志 副審: 黒地忍 |
| #659 | 2016年1月31日 12:00 |                                   |                       |                                          | 黒部市総合体育センター 観客数: 850人 主審: 有乗正志 副審: 黒地忍 |

| #660 | 2016年1月31日 14:15 |                                     |                       |                                             |                                                                        |
| #660 | 2016年1月31日 14:15 | JAぎふリオレーナ （通算ポイント26） | 3 - 0 (25-22) (25-17) | KUROBEアクアフェアリーズ （通算ポイント18） | 黒部市総合体育センター 観客数: 1,320人 主審: 紙井ひとみ 副審: 波塚彰優 |
| #660 | 2016年1月31日 14:15 |                                     |                       |                                             | 黒部市総合体育センター 観客数: 1,320人 主審: 紙井ひとみ 副審: 波塚彰優 |

#### 2月6日
| #661 | 2016年2月6日 13:00 |                                           |                                       |                                           |                                                                                         |
| #661 | 2016年2月6日 13:00 | 大野石油広島オイラーズ （通算ポイント14） | 1 - 3 (21-25) (27-25) (23-25) (15-25) | フォレストリーヴズ熊本 （通算ポイント12） | 感謝と挑戦のTYK体育館（多治見市総合体育館） 観客数: 651人 主審: 浅見靖人 副審: 新海正和 |
| #661 | 2016年2月6日 13:00 |                                           |                                       |                                           | 感謝と挑戦のTYK体育館（多治見市総合体育館） 観客数: 651人 主審: 浅見靖人 副審: 新海正和 |

| #662 | 2016年2月6日 15:40 |                                     |                                       |                                     |                                                                                       |
| #662 | 2016年2月6日 15:40 | 仙台ベルフィーユ （通算ポイント23） | 1 - 3 (21-25) (25-19) (16-25) (17-25) | JAぎふリオレーナ （通算ポイント29） | 感謝と挑戦のTYK体育館（多治見市総合体育館） 観客数: 899人 主審: 吉岡奈々 副審: 奥田誠 |
| #662 | 2016年2月6日 15:40 |                                     |                                       |                                     | 感謝と挑戦のTYK体育館（多治見市総合体育館） 観客数: 899人 主審: 吉岡奈々 副審: 奥田誠 |

この日の試合は女子・チャレンジリーグIIと同一会場で行われた。
| #663 | 2016年2月6日 13:00 |                                   |                               |                                    |                                                                            |
| #663 | 2016年2月6日 13:00 | JTマーヴェラス （通算ポイント47） | 3 - 0 (25-15) (26-24) (25-18) | 柏エンゼルクロス （通算ポイント8） | トヨタスポーツセンター第一体育館 観客数: 674人 主審: 岡谷仁 副審: 小林隆行 |
| #663 | 2016年2月6日 13:00 |                                   |                               |                                    | トヨタスポーツセンター第一体育館 観客数: 674人 主審: 岡谷仁 副審: 小林隆行 |

| #664 | 2016年2月6日 15:00 |                                      |                               |                                             |                                                                              |
| #664 | 2016年2月6日 15:00 | PFUブルーキャッツ （通算ポイント41） | 3 - 0 (25-17) (26-24) (25-19) | KUROBEアクアフェアリーズ （通算ポイント18） | トヨタスポーツセンター第一体育館 観客数: 620人 主審: 増岡三佳子 副審: 小松剛 |
| #664 | 2016年2月6日 15:00 |                                      |                               |                                             | トヨタスポーツセンター第一体育館 観客数: 620人 主審: 増岡三佳子 副審: 小松剛 |

#### 2月7日
| #665 | 2016年2月7日 12:00 |                                     |                                       |                                           |                                                                                       |
| #665 | 2016年2月7日 12:00 | 仙台ベルフィーユ （通算ポイント26） | 3 - 1 (25-21) (22-25) (25-22) (25-17) | 大野石油広島オイラーズ （通算ポイント14） | 感謝と挑戦のTYK体育館（多治見市総合体育館） 観客数: 678人 主審: 吉岡奈々 副審: 奥田誠 |
| #665 | 2016年2月7日 12:00 |                                     |                                       |                                           | 感謝と挑戦のTYK体育館（多治見市総合体育館） 観客数: 678人 主審: 吉岡奈々 副審: 奥田誠 |

| #666 | 2016年2月7日 14:35 |                                           |                               |                                     |                                                                                         |
| #666 | 2016年2月7日 14:35 | フォレストリーヴズ熊本 （通算ポイント12） | 0 - 3 (19-25) (15-25) (22-25) | JAぎふリオレーナ （通算ポイント32） | 感謝と挑戦のTYK体育館（多治見市総合体育館） 観客数: 879人 主審: 浅見靖人 副審: 新海正和 |
| #666 | 2016年2月7日 14:35 |                                           |                               |                                     | 感謝と挑戦のTYK体育館（多治見市総合体育館） 観客数: 879人 主審: 浅見靖人 副審: 新海正和 |

この日の試合は女子・チャレンジリーグIIと同一会場で行われた。
| #667 | 2016年2月7日 12:00 |                                   |                               |                                             |                                                                              |
| #667 | 2016年2月7日 12:00 | JTマーヴェラス （通算ポイント50） | 3 - 0 (25-13) (33-31) (27-25) | KUROBEアクアフェアリーズ （通算ポイント18） | トヨタスポーツセンター第一体育館 観客数: 709人 主審: 増岡三佳子 副審: 小松剛 |
| #667 | 2016年2月7日 12:00 |                                   |                               |                                             | トヨタスポーツセンター第一体育館 観客数: 709人 主審: 増岡三佳子 副審: 小松剛 |

| #668 | 2016年2月7日 14:05 |                                      |                                       |                                    |                                                                            |
| #668 | 2016年2月7日 14:05 | PFUブルーキャッツ （通算ポイント44） | 3 - 1 (21-25) (25-20) (27-25) (25-17) | 柏エンゼルクロス （通算ポイント8） | トヨタスポーツセンター第一体育館 観客数: 788人 主審: 岡谷仁 副審: 小林隆行 |
| #668 | 2016年2月7日 14:05 |                                      |                                       |                                    | トヨタスポーツセンター第一体育館 観客数: 788人 主審: 岡谷仁 副審: 小林隆行 |

#### 2月13日
| #669 | 2016年2月13日 13:00 |                                           |                               |                                     |                                                              |
| #669 | 2016年2月13日 13:00 | フォレストリーヴズ熊本 （通算ポイント12） | 0 - 3 (14-25) (20-25) (18-25) | 仙台ベルフィーユ （通算ポイント29） | 柏市中央体育館 観客数: 250人 主審: 水間絵美 副審: 赤鳥健太朗 |
| #669 | 2016年2月13日 13:00 |                                           |                               |                                     | 柏市中央体育館 観客数: 250人 主審: 水間絵美 副審: 赤鳥健太朗 |

| #670 | 2016年2月13日 15:00 |                                             |                               |                                    |                                                              |
| #670 | 2016年2月13日 15:00 | KUROBEアクアフェアリーズ （通算ポイント21） | 3 - 0 (25-11) (26-24) (25-21) | 柏エンゼルクロス （通算ポイント8） | 柏市中央体育館 観客数: 600人 主審: 松延亮一 副審: 小笠原孝文 |
| #670 | 2016年2月13日 15:00 |                                             |                               |                                    | 柏市中央体育館 観客数: 600人 主審: 松延亮一 副審: 小笠原孝文 |

| #671 | 2016年2月13日 13:00 |                                           |                               |                                   |                                                                |
| #671 | 2016年2月13日 13:00 | 大野石油広島オイラーズ （通算ポイント14） | 0 - 3 (16-25) (19-25) (23-25) | JTマーヴェラス （通算ポイント53） | 金沢市総合体育館 観客数: 600人 主審: 紙井ひとみ 副審: 国沢雄介 |
| #671 | 2016年2月13日 13:00 |                                           |                               |                                   | 金沢市総合体育館 観客数: 600人 主審: 紙井ひとみ 副審: 国沢雄介 |

| #672 | 2016年2月13日 15:10 |                                     |                                       |                                      |                                                                |
| #672 | 2016年2月13日 15:10 | JAぎふリオレーナ （通算ポイント32） | 1 - 3 (21-25) (25-20) (20-25) (21-25) | PFUブルーキャッツ （通算ポイント47） | 金沢市総合体育館 観客数: 1,120人 主審: 赤川孝義 副審: 松谷俊宏 |
| #672 | 2016年2月13日 15:10 |                                     |                                       |                                      | 金沢市総合体育館 観客数: 1,120人 主審: 赤川孝義 副審: 松谷俊宏 |

#### 2月14日
| #673 | 2016年2月14日 12:00 |                                             |                                       |                                     |                                                            |
| #673 | 2016年2月14日 12:00 | KUROBEアクアフェアリーズ （通算ポイント24） | 3 - 1 (25-23) (25-19) (22-25) (25-14) | 仙台ベルフィーユ （通算ポイント29） | 柏市中央体育館 観客数: 300人 主審: 水間絵美 副審: 山内大右 |
| #673 | 2016年2月14日 12:00 |                                             |                                       |                                     | 柏市中央体育館 観客数: 300人 主審: 水間絵美 副審: 山内大右 |

| #674 | 2016年2月14日 14:20 |                                           |                                               |                                     |                                                              |
| #674 | 2016年2月14日 14:20 | フォレストリーヴズ熊本 （通算ポイント13） | 2 - 3 (25-20) (24-26) (21-25) (25-21) (10-15) | 柏エンゼルクロス （通算ポイント10） | 柏市中央体育館 観客数: 400人 主審: 松延亮一 副審: 小田川倫之 |
| #674 | 2016年2月14日 14:20 |                                           |                                               |                                     | 柏市中央体育館 観客数: 400人 主審: 松延亮一 副審: 小田川倫之 |

| #675 | 2016年2月14日 12:00 |                                           |                               |                                     |                                                                |
| #675 | 2016年2月14日 12:00 | 大野石油広島オイラーズ （通算ポイント14） | 0 - 3 (20-25) (21-25) (22-25) | JAぎふリオレーナ （通算ポイント35） | 金沢市総合体育館 観客数: 668人 主審: 紙井ひとみ 副審: 松谷俊宏 |
| #675 | 2016年2月14日 12:00 |                                           |                               |                                     | 金沢市総合体育館 観客数: 668人 主審: 紙井ひとみ 副審: 松谷俊宏 |

| #676 | 2016年2月14日 14:10 |                                   |                       |                                      |                                                                |
| #676 | 2016年2月14日 14:10 | JTマーヴェラス （通算ポイント56） | 3 - 0 (25-19) (25-14) | PFUブルーキャッツ （通算ポイント47） | 金沢市総合体育館 観客数: 1,440人 主審: 赤川孝義 副審: 国沢雄介 |
| #676 | 2016年2月14日 14:10 |                                   |                       |                                      | 金沢市総合体育館 観客数: 1,440人 主審: 赤川孝義 副審: 国沢雄介 |

#### 2月20日
| #677 | 2016年2月20日 13:00 |                                   |                                       |                                     |                                                                                          |
| #677 | 2016年2月20日 13:00 | JTマーヴェラス （通算ポイント59） | 3 - 1 (25-19) (30-28) (23-25) (25-21) | JAぎふリオレーナ （通算ポイント35） | 元気フィールド仙台（仙台市新田東総合運動場） 観客数: 810人 主審: 早坂行博 副審: 佐藤恵美 |
| #677 | 2016年2月20日 13:00 |                                   |                                       |                                     | 元気フィールド仙台（仙台市新田東総合運動場） 観客数: 810人 主審: 早坂行博 副審: 佐藤恵美 |

| #678 | 2016年2月20日 15:45 |                                     |                               |                                     |                                                                                            |
| #678 | 2016年2月20日 15:45 | 仙台ベルフィーユ （通算ポイント32） | 3 - 0 (25-20) (25-14) (25-21) | 柏エンゼルクロス （通算ポイント10） | 元気フィールド仙台（仙台市新田東総合運動場） 観客数: 1,409人 主審: 桑原健輔 副審: 佐々木功 |
| #678 | 2016年2月20日 15:45 |                                     |                               |                                     | 元気フィールド仙台（仙台市新田東総合運動場） 観客数: 1,409人 主審: 桑原健輔 副審: 佐々木功 |

| #679 | 2016年2月20日 13:00 |                                      |                               |                                           |                                                            |
| #679 | 2016年2月20日 13:00 | PFUブルーキャッツ （通算ポイント50） | 3 - 0 (25-22) (25-23) (25-11) | フォレストリーヴズ熊本 （通算ポイント13） | 猫田記念体育館 観客数: 400人 主審: 飯田一明 副審: 酒井雄己 |
| #679 | 2016年2月20日 13:00 |                                      |                               |                                           | 猫田記念体育館 観客数: 400人 主審: 飯田一明 副審: 酒井雄己 |

| #680 | 2016年2月20日 15:00 |                                             |                                               |                                           |                                                            |
| #680 | 2016年2月20日 15:00 | KUROBEアクアフェアリーズ （通算ポイント26） | 3 - 2 (23-25) (26-24) (25-13) (21-25) (15-11) | 大野石油広島オイラーズ （通算ポイント15） | 猫田記念体育館 観客数: 650人 主審: 寺田温子 副審: 谷川哲也 |
| #680 | 2016年2月20日 15:00 |                                             |                                               |                                           | 猫田記念体育館 観客数: 650人 主審: 寺田温子 副審: 谷川哲也 |

#### 2月21日
| #681 | 2016年2月21日 12:00 |                                     |                               |                                     |                                                                                          |
| #681 | 2016年2月21日 12:00 | 柏エンゼルクロス （通算ポイント10） | 0 - 3 (14-25) (23-25) (17-25) | JAぎふリオレーナ （通算ポイント38） | 元気フィールド仙台（仙台市新田東総合運動場） 観客数: 639人 主審: 早坂行博 副審: 佐々木功 |
| #681 | 2016年2月21日 12:00 |                                     |                               |                                     | 元気フィールド仙台（仙台市新田東総合運動場） 観客数: 639人 主審: 早坂行博 副審: 佐々木功 |

| #682 | 2016年2月21日 14:05 |                                     |                                       |                                   |                                                                                            |
| #682 | 2016年2月21日 14:05 | 仙台ベルフィーユ （通算ポイント32） | 1 - 3 (12-25) (25-22) (26-28) (17-25) | JTマーヴェラス （通算ポイント62） | 元気フィールド仙台（仙台市新田東総合運動場） 観客数: 1,458人 主審: 桑原健輔 副審: 佐藤恵美 |
| #682 | 2016年2月21日 14:05 |                                     |                                       |                                   | 元気フィールド仙台（仙台市新田東総合運動場） 観客数: 1,458人 主審: 桑原健輔 副審: 佐藤恵美 |

| #683 | 2016年2月21日 12:00 |                                             |                                               |                                           |                                                            |
| #683 | 2016年2月21日 12:00 | KUROBEアクアフェアリーズ （通算ポイント28） | 3 - 2 (25-16) (25-19) (20-25) (23-25) (15-13) | フォレストリーヴズ熊本 （通算ポイント14） | 猫田記念体育館 観客数: 480人 主審: 飯田一明 副審: 谷川哲也 |
| #683 | 2016年2月21日 12:00 |                                             |                                               |                                           | 猫田記念体育館 観客数: 480人 主審: 飯田一明 副審: 谷川哲也 |

| #684 | 2016年2月21日 14:45 |                                      |                                      |                                           |                                                          |
| #684 | 2016年2月21日 14:45 | PFUブルーキャッツ （通算ポイント51） | 2 - 3 (23-25) (25-21) (22-25) (7-15) | 大野石油広島オイラーズ （通算ポイント17） | 猫田記念体育館 観客数: 850人 主審: 寺田温子 副審: 本間明 |
| #684 | 2016年2月21日 14:45 |                                      |                                      |                                           | 猫田記念体育館 観客数: 850人 主審: 寺田温子 副審: 本間明 |

### 最終順位
| 順位   | チーム名                 | 試合数 | 勝点 | 勝数 | 敗数 | 勝率  | 得セット | 失セット | セット率 | 備考                                               |
| ------ | ------------------------ | ------ | ---- | ---- | ---- | ----- | -------- | -------- | -------- | -------------------------------------------------- |
| 優勝   | JTマーヴェラス           | 21     | 62   | 21   | 0    | 1.000 | 63       | 7        | 9.000    | V・チャレンジマッチへ                              |
| 準優勝 | PFUブルーキャッツ        | 21     | 51   | 17   | 4    | 0.810 | 53       | 20       | 2.650    | V・チャレンジマッチへ                              |
| 3      | JAぎふリオレーナ         | 21     | 38   | 13   | 8    | 0.619 | 45       | 32       | 1.406    |                                                    |
| 4      | 仙台ベルフィーユ         | 21     | 32   | 10   | 11   | 0.476 | 40       | 36       | 1.111    |                                                    |
| 5      | KUROBEアクアフェアリーズ | 21     | 28   | 10   | 11   | 0.476 | 37       | 43       | 0.860    |                                                    |
| 6      | 大野石油広島オイラーズ   | 21     | 17   | 6    | 15   | 0.286 | 25       | 52       | 0.481    |                                                    |
| 7      | フォレストリーヴズ熊本   | 21     | 14   | 4    | 17   | 0.190 | 23       | 57       | 0.404    |                                                    |
| 8      | 柏エンゼルクロス         | 21     | 10   | 3    | 18   | 0.143 | 18       | 57       | 0.316    | チャレンジリーグI / チャレンジリーグII順位決定戦へ |

### 個人賞
| No. | 賞名             | 受賞者     | 所属チーム | 備考                |
| --- | ---------------- | ---------- | ---------- | ------------------- |
| 1   | 優勝監督賞       | 吉原知子   | JT         |                     |
| 2   | 最高殊勲選手賞   | 芥川愛加   | JT         |                     |
| 3   | 敢闘賞           | 坂下麻衣子 | PFU        |                     |
| 4   | 最優秀新人賞     | 佐々原和   | JAぎふ     |                     |
| 5   | 得点王           | 岡部彩花   | JAぎふ     | 総得点=347点        |
| 6   | スパイク賞       | 芥川愛加   | JT         | 決定率=51.8%        |
| 7   | ブロック賞       | 奥村麻依   | JT         | 決定本数=1.01本/set |
| 8   | サーブ賞         | 中村亜友美 | JT         | 効果率=17.7%        |
| 9   | サーブレシーブ賞 | 高橋咲妃恵 | 仙台       | 成功率=71.8%        |

### チャレンジリーグI / チャレンジリーグII順位決定戦
本節ではチャレンジリーグIとチャレンジリーグIIの入替戦について記述している。プレミアリーグとチャレンジリーグIの入替戦については、バレーボール2015/16Vプレミアリーグを参照のこと。

#### 3月5日
| #911 | 2016年3月5日 15:15 |                                            |                               |                                                       |                                                                                  |
| #911 | 2016年3月5日 15:15 | 柏エンゼルクロス （チャレンジリーグI 8位） | 3 - 0 (25-23) (25-21) (26-24) | トヨタ自動車ヴァルキューレ （チャレンジリーグII 1位） | ひたちなか市総合運動公園総合体育館 観客数: 980人 主審: 服部篤史 副審: 佐々木伸子 |
| #911 | 2016年3月5日 15:15 |                                            |                               |                                                       | ひたちなか市総合運動公園総合体育館 観客数: 980人 主審: 服部篤史 副審: 佐々木伸子 |

#### 3月6日
| #914 | 2016年3月6日 15:20 |                                            |                                       |                                                       |                                                                                  |
| #914 | 2016年3月6日 15:20 | 柏エンゼルクロス （チャレンジリーグI 8位） | 2 - 3 (25-23) (22-25) (25-20) (13-15) | トヨタ自動車ヴァルキューレ （チャレンジリーグII 1位） | ひたちなか市総合運動公園総合体育館 観客数: 380人 主審: 服部篤史 副審: 佐々木伸子 |
| #914 | 2016年3月6日 15:20 |                                            |                                       |                                                       | ひたちなか市総合運動公園総合体育館 観客数: 380人 主審: 服部篤史 副審: 佐々木伸子 |

通算ポイントで上回った柏エンゼルクロスが来季のチャレンジリーグI残留を決めた。

## 参考
- 2014/15 Vリーグ開催要項（案）
- 【女子】　2015/16 V・チャレンジリーグⅠスケジュール（2015.8.6 現在）
- 【男子】　2015/16 V・チャレンジリーグⅠスケジュール（2015.8.6 現在）
- 男子順位表
- 女子順位表
- 2015/16V・チャレンジリーグI、II男子大会　個人賞のお知らせ
- 2015/16V・チャレンジリーグI、II女子大会　個人賞のお知らせ